# Club Atlético Tigre
El Club Atlético Tigre es una centenaria entidad deportiva ubicada en la Zona Norte del Gran Buenos Aires, más precisamente en Victoria, partido de San Fernando, Buenos Aires, Argentina. Su nombre proviene de la ciudad de Tigre, donde fue fundado por un grupo de jóvenes liderados por José Dellagiovanna, el 3 de agosto de 1902. Los colores con los que se identifica desde sus inicios son el azul Francia y el rojo bermellón. Actualmente participa en la Liga Profesional, máxima categoría del fútbol argentino.
Es uno de los dieciocho clubes que en 1931, formaron parte del primer campeonato que dio inicio a la era profesional del fútbol argentino. A lo largo de su historia, participó en 59 temporadas en Primera División y jugó más de 1700 partidos, situándose en el vigésimo lugar en cuanto a puntos obtenidos y temporadas disputadas en la élite. En ese período, obtuvo 3 subcampeonatos: Apertura 2007, Apertura 2008 y Clausura 2012, y disputó 4 finales de copas nacionales: Copa Beccar Varela 1932, Copa de la Superliga 2019, Trofeo de Campeones 2019 y Copa de la Liga Profesional 2022.
A su vez, registra 38 encuentros en CONMEBOL, habiendo participado en 6 torneos internacionales: 4 ediciones de Copa Sudamericana y 2 ediciones de Copa Libertadores. Su mejor ubicación fue alcanzar la final de la Copa Sudamericana 2012, logrando uno de los hitos más destacados en su historia internacional.
El 2 de junio de 2019 obtuvo su primer título oficial en la máxima categoría, al consagrarse campeón de la Copa de la Superliga, tras derrotar en la final a Boca Juniors, en el estadio mundialista Mario Alberto Kempes, en la ciudad de Córdoba.

## Historia

### Inicios

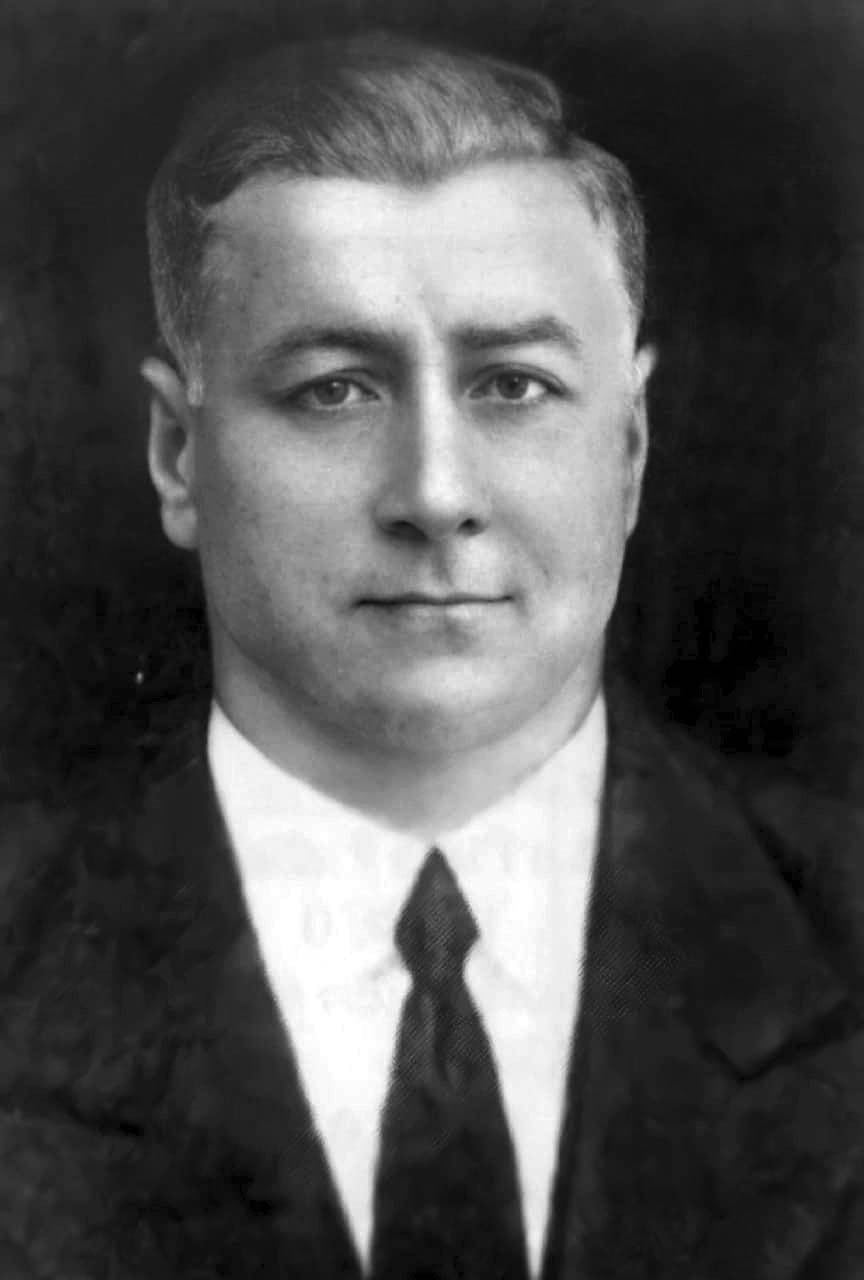
José Dellagiovanna principal socio fundador, primer presidente y alma mater de la institución.

El 3 de agosto de 1902, un grupo de jóvenes de la localidad de Tigre, entusiasmados por el espectáculo que brindaban los equipos de jugadores, en casi su totalidad extranjeros, que practicaban fútbol en Buenos Aires, resolvieron fundar un club que se dedicase a la práctica de este deporte.
Miembro descollante de ese grupo fue José Dellagiovanna, por eso al concretarse esa aspiración, en la fundación del por aquel entonces Club Atlético Juventud del Tigre fue elegido para ocupar la primera presidencia.

### Amateurismo
1911: Se inscribió para participar en torneos oficiales organizados por la Argentine Football Association y para hacer más breve su denominación se decidió cambiar el nombre a Club Atlético del Tigre, para finalmente derivar en un nombre mucho más sintético, el actual Club Atlético Tigre.
1912: Se crea la Federación Argentina de Football y los dos equipos incriptos por el club ganan sus respectivos torneos. El 15 de diciembre, el once habitual, logró el ascenso a Primera División al obtener el campeonato de  División Intermedia aventajando por un punto a Hispano Argentino. El 28 de diciembre, el equipo alternativo, formado habitualmente por jugadores juveniles, se alzó con el título de Segunda División al vencer por 4-2 a Vélez Sarsfield en la final disputada en el estadio GEBA. 
1913: El debut en la élite del fútbol argentino se produce el 1 de mayo, por la primera fecha del campeonato de la FAF, enfrentando a Porteño, con el resultado 0-0. El primer gol y primer triunfo se produjeron en la siguiente fecha, cuando venció a Sociedad Sportiva Argentina de Palermo por 2-1. 

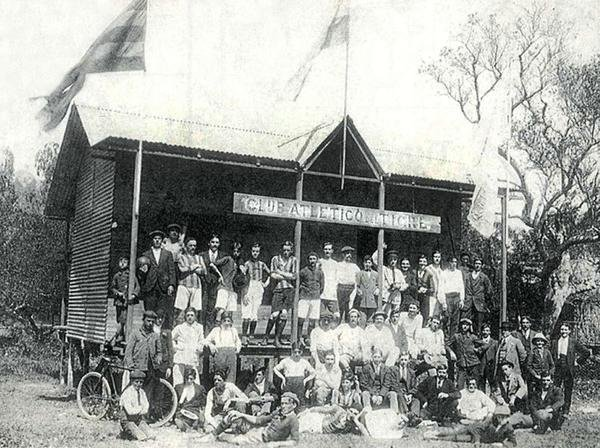
Dirigentes y jugadores de Tigre en el Estadio de Rincón de Milberg.

El 1 de septiembre, José Dellagiovanna, arrendó por seis años un terreno en la calle Rocha, lindero al río Reconquista, en la zona de Rincón de Milberg, que dio origen a la mítica cancha del Lechero Ahogado, leyenda creada a partir de las frecuentes crecidas del río y lo pantanoso del suelo, que había sido rellenado para poder armar el campo de juego.
1914: Su primer partido como local en Rincón de Milberg lo disputa el 12 de abril, venciendo por 3-2 a Atlanta. El 11 de octubre recibe a Independiente por la decimosexta fecha del campeonato, encuentro que se suspendió al comenzar el segundo tiempo porque el público local invadió el campo de juego. Debido a varios incidentes, la Federación lo expulsa del certamen.

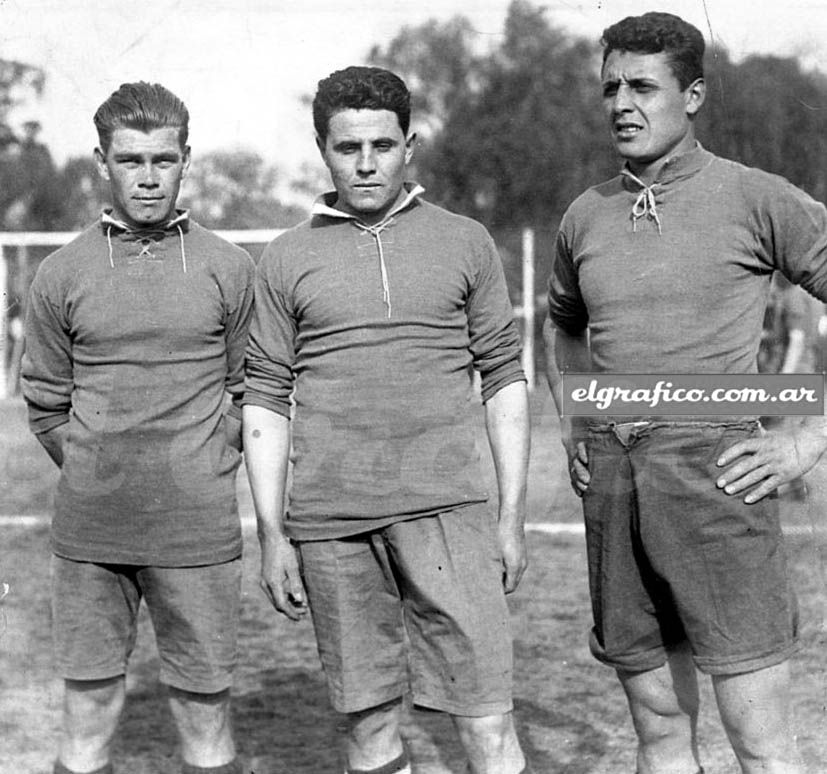
Juan Haedo, Bernabé Ferreyra y Alberto Cuello, símbolos de Tigre durante finales del amateurismo e inicios del profesionalismo.

Tigre llegó a 1931 con 18 temporadas consecutivas jugando en la máxima categoría. Si bien sus campañas alternaban entre buenas y regulares, el club era muy respetado en el círculo superior.

### Profesionalismo
1931: Se funda la Liga Argentina de Football, que organizó el primer torneo de la era profesional. Tigre fue una de las dieciocho instituciones que dejaron la Asociación Amateur Argentina de Football para formar la nueva asociación, junto a Argentinos Juniors, Atlanta, Boca Juniors, Chacarita Juniors, Estudiantes de La Plata, Ferro Carril Oeste, Gimnasia y Esgrima La Plata, Huracán, Independiente, Lanús, Platense, Quilmes, Racing Club, River Plate, San Lorenzo, Talleres (RdE) y Vélez Sársfield.
Debutó en la era profesional enfrentando a San Lorenzo de Almagro en el Viejo Gasómetro, el 31 de mayo, perdiendo por 4 a 2. El primer triunfo llegó en la tercera fecha, al vencer en el estadio Antonio Vespucio Liberti por 1 a 0 a Racing Club, siendo a su vez, la primera derrota del club de Avellaneda en el profesionalismo. La primera victoria como local en su propio estadio la consiguió al derrotar 2 a 0 por la quinta fecha a Huracán.

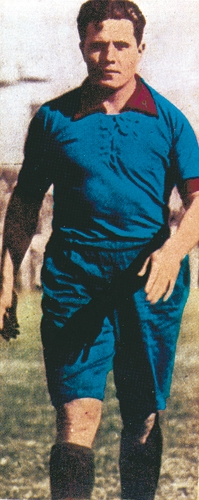
Bernabé Ferreyra es considerado el mejor jugador de la década de 1930 y la primera gran figura del fútbol argentino.

 El 30 de agosto, por la decimocuarta fecha, debutó en la era profesional el mítico Bernabé Ferreyra, y de entrada comenzó a escribir la leyenda: convirtió los cuatro goles de la victoria por 4-1 de local frente a Quilmes.
1933: Se produjo la -hasta entonces- mejor actuación en una copa nacional. Tigre participó de la zona C de la Copa Beccar Varela, ganándola invicto y ofreciendo excelentes actuaciones en cada uno de sus enfrentamientos. Se clasificó al triangular final, donde fue vencido por Racing Club (campeón) y Boca Juniors.
1934: Junto con Quilmes es separado de la Primera División por un polémico decreto de la AFA, alegando las excesivas distancia a recorrer por los clubes capítalinos hacia las canchas de las citadas instituciones. Es obligado a competir contra las reservas de los demás equipos de la categoría. Además, estipularon arbitrariamente la fusión deportiva de Talleres RdE-Lanús y Atlanta-Argentinos Juniors. Al año siguiente ambos regresan al círculo privilegiado. 
1935: Ante la creciente popularidad del club, y debido a las dificultades de acceso al estadio y la renuencia de los clubes capitalinos a visitar el Estadio de Rincón de Milberg, la comisión directiva, presidida por León Bordieu decide adquirir dos predios en Victoria, mucho más accesibles y seguros, y comienza a construirse el nuevo estadio. De los predios originalmente adquiridos, se vendieron parte de las tierras para financiar los pagos, ocupando solo 20.000m² de los 34.543m² originales. Otro tanto se donó al municipio de San Fernando para la construcción de calles.
El 11 de septiembre se colocó la piedra fundamental para empezar a construir lo que hoy es el actual Estadio José Dellagiovanna, razón por la cual el equipo debió deambular haciendo las veces de local en distintos estadios como River Plate, Boca Juniors, Huracán, Argentinos Juniors, Platense y Chacarita Juniors.
1936: El 20 de septiembre se inauguró el nuevo estadio enfrentando en un partido amistoso a Boca Juniors. Una semana más tarde se juega el primer partido oficial, por la sexta fecha, enfrentando a Independiente con un resultado adverso de 1-0. El primer triunfo se produjo el 6 de diciembre cuando derrotó por 2-0 a Ferro Carril Oeste.
1937: Llega a la institución Juan Andrés Marvezy, hasta hoy, el máximo goleador en la historia del club con 116 goles en 173 partidos.
1938: Con pocas variantes en su plantel, inició Tigre el torneo. En la vigésima sexta fecha le ganó a Racing Club por 2 a 1, cortando así una serie espectacular del equipo de Avellaneda, que había convertido 8 goles en cada uno de los tres compromisos anteriores.
1940: El equipo realizó una aceptable actuación, con delanteros que eran codiciados por otras instituciones por su contundencia goleadora, que no fueron transferidos, tal como regularmente sucedía a la finalización de cada temporada. A partir de este año comienza a utilizar la actual camiseta azul con la franja horizontal roja, aunque en algunas oportunidades seguía utilizando la azul con vivos rojos o la de bastones. Por otra parte, se consiguió la mayor goleada durante la era profesional, frente a Rosario Central, venciéndolo por 7 a 2.
1941: Tigre arrancó con todo y disputó palmo a palmo el primer puesto en las primeras fechas con Racing Club, pero luego se fue decayendo y terminó el campeonato noveno, entre 18 equipos. Algunos consideran que se formó el mejor equipo que tuvo el club, puesto que, como nota sobresaliente, 9 de los 11 habituales jugadores titulares, alguna vez habían jugado en la Selección Argentina de Fútbol.
1942: El goleador y figura descollante del club, Juan Marvezy, se fue transferido a Racing Club. Sin la efectividad de este delantero, el equipo hizo una muy mala campaña y después de 30 años consecutivos en el círculo privilegiado, descendió deportivamente por primera vez en la historia.
1944: Por el torneo, Tigre se clasifica subcampeón. Gimnasia y Esgrima La Plata completó una magnífica campaña y ascendió a la división superior.
El 8 de octubre, invitado por la seccional local de la Unión Ferroviaria, el club recibió al por entonces vicepresidente, coronel Juan Domingo Perón. Ante un estadio colmado, Mario Piotti, presidente de la institución, designó al coronel, confeso simpatizante del club, como presidente honorario de la entidad. El comisionado municipal, Miguel Ángel Mansilla, le entregó la «llave de oro» de la ciudad de San Fernando.

"Agradezco emocionado la distinción y el alto honor que el Club Atlético Tigre me ha discernido nombrándome su Presidente Honorario. Deseo también a este club popular el engrandecimiento que merece, porque es uno de los factores elementales y fundamentales de la fortaleza de nuestro pueblo"
"El humilde ciudadano, enaltecido por el honor de su presencia, les pide con respetuosa unción, la aceptación del título de Presidente Honorario, conferido no sólo por sus componentes, sino por todo este pueblo que nos rodea, como reconocimiento a nuestros grandes méritos"
Extracto del discurso de Juan Domingo Perón. Domingo 8 de octubre de 1944.

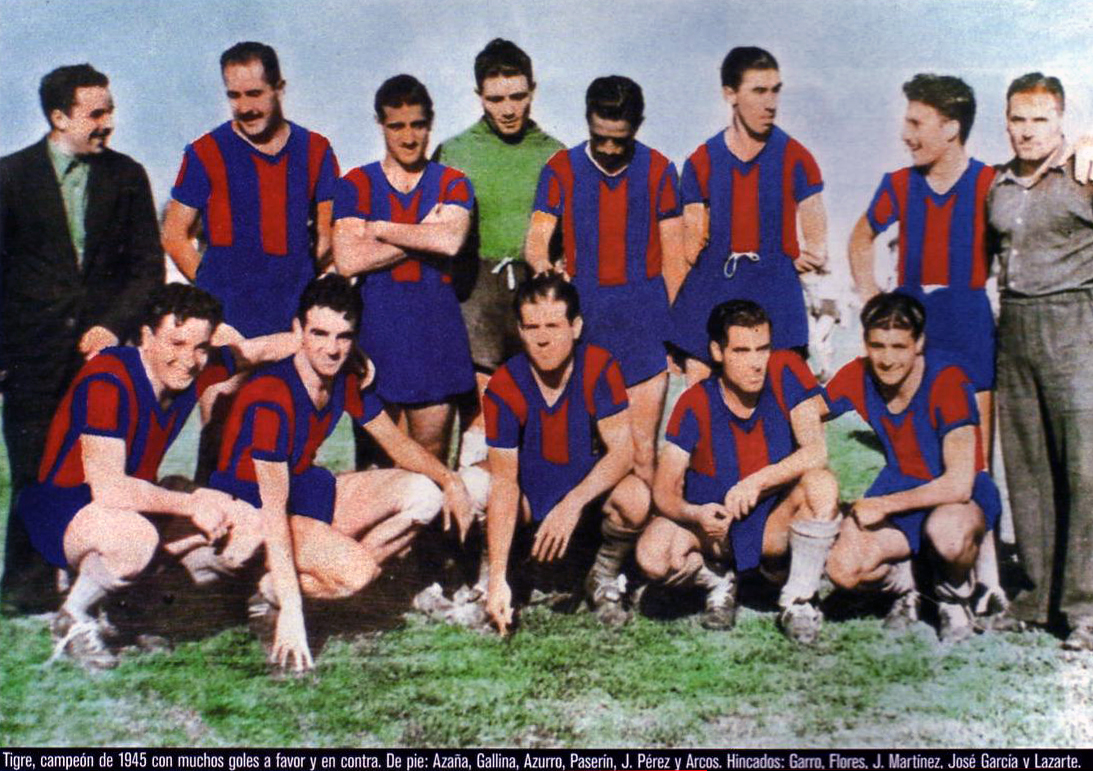
Equipo de Tigre que logró un récord histórico al ser el campeón con más goles a favor en la historia del fútbol argentino. Marcó 128 goles en 40 partidos.

1945: En el club renacía la esperanza de volver a la élite del fútbol argentino. Tigre formó un equipo de gran eficacia en la ofensiva, aunque algo endeble en defensa. El 30 de diciembre venció de local a Defensores de Belgrano por 7 a 2 y se consagró campeón cuando faltaba una jornada para el cierre. Es el segundo título de la historia del club, el primero en la era profesional.
Párrafo aparte hay que brindarle al por entonces presidente Mario Piotti (cuyo nombre lleva hoy el palco de honor) quien se desempeñara en esa función durante 6 años. Fue el hombre que llevó al club a sus años de mayor esplendor y crecimiento, consiguiendo 2 ascensos, la mejor ubicación en la historia en Primera División, una exitosa gira por Sudamérica, y por si fuera poco, la remodelación del estadio de Victoria con la construcción de la cabecera de cemento y la platea techada.
1946: Numerosas incorporaciones se realizaron al comienzo de este certamen. La más importante fue la de Higinio García, que luego fue tricampeón con Racing Club, siendo un jugador fundamental.
1947: Después de estar durante casi todo el torneo en la última posición, se salvó del descenso en la fecha final, al ganarle por 3 a 1 a Huracán. Mientras que Atlanta al caer con River Plate, quedó condenado a perder la categoría.
1950: Desciende por segunda vez en la historia luego de perder en dos partidos para mantener la categoría ante Huracán. Fue consecuencia de no haber mantenido la base de jugadores que actuaron en años anteriores y no habiendo rendido las incorporaciones realizadas. 
1952: Mejorando el desempeño del campeonato anterior se clasifica otra vez subcampeón a 1 punto de Gimnasia y Esgrima de La Plata. En 34 partidos obtiene 21 triunfos, 8 empates y 5 derrotas, y la mejor efectividad del torneo señalando 93 goles.

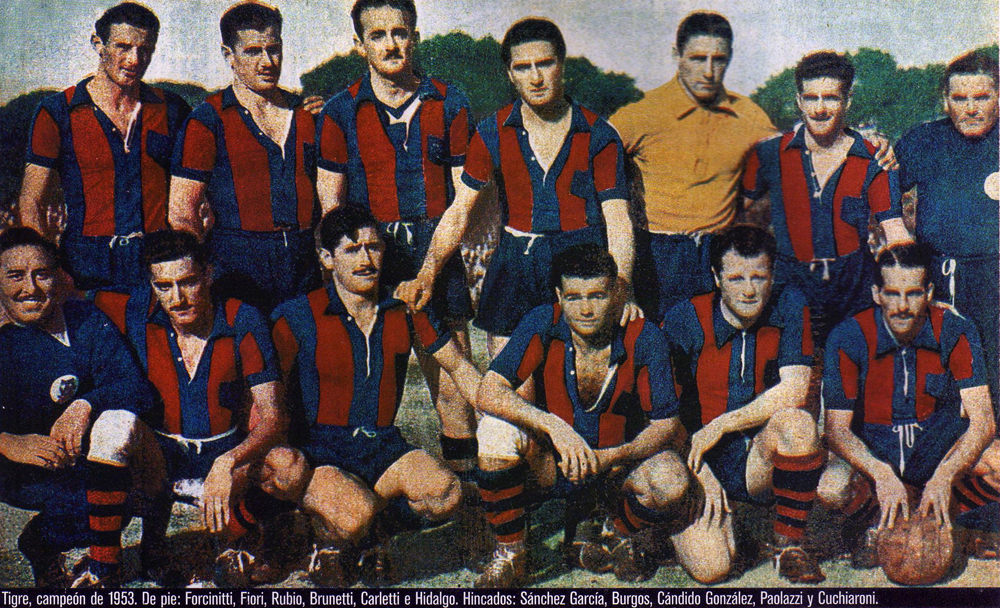
Tigre retorna a la élite completando una campaña casi perfecta jugando en Victoria (sacó 34 de 36 puntos posibles).

1953: Se consagra campeón al igualar 1-1 con Colón en Santa Fe, a dos fechas del final.    Es el tercer título de la historia y segundo bajo la presidencia Mario Piotti.
Con 50 puntos, los mismos que la temporada anterior, logra sacar ventaja sobre Atlanta. Obtiene los mismos triunfos, empates y derrotas que el año anterior y la delantera vuelve a ser la más efectiva del torneo con 87 tantos. También logra tener la valla menos vencida con 44 goles en contra. Cándido González se coronó goleador del torneo al marcar 36 goles en 32 encuentros, mientras que Ernesto Cucchiaroni se convirtió en la figura excluyente del equipo.
1954: Ante Vélez Sarsfield, por la sexta fecha del campeonato, es la primera vez que juegan juntos Fernando Gianserra, Enrique Brunetti y Jorge Hidalgo, integrantes de la famosa línea media de Tigre durante la década de 1950.
1955: El primer equipo se clasifica sexto en el torneo de Primera División (cuando los torneos eran largos). Tigre produjo una notable actuación en la segunda rueda. La delantera (Héctor de Bourgoing, Tucho Méndez, Luis Cesáreo, Eugenio Aguilar y Nicolás Gómez) fue la más goleadora de esa segunda rueda con 29 tantos (le siguió la famosa delantera de Independiente conformada por Rodolfo Micheli, Carlos Cecconato, Carlos Lacasia, Ernesto Grillo y Osvaldo Cruz, con 28 goles). Lo que originó que, en una nota de la época, escrita por el periodista Osvaldo Ardizzone para la revista El Gráfico, se nombrara por primera vez en el futbol nacional al conjunto de Victoria como El Matador. Luis Cesáreo fue el héroe de esa rueda, ya que marcó 6 goles decisivos (2 a San Lorenzo, 2 a Boca Juniors y 2 a Racing Club).
1956: Entre enero y marzo, Tigre hace una de las mejores campañas hecha por un equipo argentino en América, donde enfrentó equipos, conjuntos y seleccionados. Sobre 25 partidos, gana 16, empata 6 y pierde solo 3; con 87 goles a favor y 37 en contra. Su mayor goleada fue 8-1 frente a la Selección de Haití. Otros resultados fueron: 7-1, 6-1 y 5-1 frente a la Selección de Jamaica, 6-0 frente a la Selección de Cali, 4-1 a Deportes Tolima, entre otros.
1958: Con motivo de la actuación de la Selección Argentina en el mundial de fútbol de Suecia, se produjo un largo receso en el torneo oficial, y se jugó un campeonato denominado Copa Suecia. Los equipos fueron divididos en dos zonas, Tigre cumplió una buena actuación, ubicándose en la cuarta posición.  Al reanudarse el campeonato oficial, el equipo decayó, y el escaso promedio de años anteriores provocó el descenso.
1960: Escolta con 44 puntos a Los Andes, y se ubica en la segunda posición. Se produjo la mejor campaña como visitante realizada por un equipo de Tigre. El equipo dirigido por René Pontoni logró en 17 partidos, 7 triunfos, 8 empates y sólo 2 derrotas.
1967: Se clasifica subcampeón pero finalmente obtiene el ascenso a la máxima categoría por el reclasificatorio, ubicándose detrás de Newell's Old Boys y Atlanta respectivamente. El técnico fue Jorge Maldonado.
1969: Debuta Pedro Daniel Pellegata, símbolo de la década de 1970 y el jugador que más veces vistiera la camiseta del primer equipo hasta 2019 (superado luego por Martín Galmarini), con un total de 362 partidos disputados, a lo largo de 11 temporadas.
1970: Desciende a Primera C, siendo este el peor capítulo de su historia. Meses después se clasifica subcampeón y retorna después de nueve meses a la Primera B. El equipo estableció el récord de terminar sin goles en contra, 21 de los 42 partidos disputados. Pepe, el gran arquero de ese año logró mantener su arco invicto durante 906 minutos, estableciendo un récord por aquellos días.
1975: Se compra a Raúl de La Cruz Chaparro siendo el eje principal del brillante y recordado equipo. Con su juego deslumbrante, se ganó el cariño de los hinchas tigrense y, es hoy considerado uno de los máximos ídolos de la institución. Tigre estuvo cerca de obtener un lugar para el ascenso a Primera División.
1976: Asume como presidente Gerardo Vitale y como primera medida se decide formar un equipo que devuelva la imagen futbolística perdida. Otro aspecto positivo que comenzó a vislumbrarse fue el fuerte incremento de socios y, por ende la convocatoria de simpatizantes, que constituyera a Tigre en la entidad más taquillera de la división doblegando al campeón Lanús.
1979: El equipo realizó una excelente campaña, coronándose campeón y logrando el ascenso a la Primera División. Ganó 18 partidos, empató 14 y solo perdió 2 encuentros, obteniendo 50 puntos. El director técnico fue Antonio Villamor, con la asesoría general deportiva de Juan Carlos Lorenzo.
En la última fecha consiguió el empate que le hacía falta para lograr el título. Fue 1-1 contra Almirante Brown, en el Estadio José Dellagiovanna, ante más de 30 000 personas.
1980: Después de una magra campaña, vuelve a la Primera B, logrando algunos pocos resultados interesantes como el triunfo ante Boca Juniors por 2 a 0 en el viejo estadio de Chacarita Juniors, en San Martín; y la victoria ante Vélez Sarsfield de visitante por 3 a 2 con goles de Edgardo Paruzzo. 
Otro hecho para destacar fue la convocatoria que tuvo el club durante todo el año, donde a pesar de los malos resultados, terminó quinto en la tabla de recaudaciones de Primera División.
1982: Se produjo un hecho inédito hasta esos momentos en la historia del fútbol argentino. San Lorenzo de Almagro desciende a Primera B y realiza una campaña espectacular con una convocatoria para el asombro. Sin embargo, no puede con Tigre en ninguno de los dos encuentros, que terminan igualados y además en el primero de ellos, jugado en River Plate, se produce el récord de entradas vendidas históricamente en un partido del ascenso. Al estadio concurren más de 70.000 personas.
1983: Finaliza como subcampeón nuevamente, con Walter Fiori como abanderado y figura excluyente del torneo. Tigre encabeza la tabla de posiciones durante la mayor parte de la temporada. En la segunda rueda y luego de una lesión de Walter, el equipo pierde la punta y en consecuencia el ascenso directo que queda en manos de Atlanta, aventajando a Tigre por dos puntos. En el reducido por el segundo ascenso, Tigre enfrenta a Chacarita Juniors y en definición por penales, luego de empatar los partidos correspondientes, los de San Martín consiguen la clasificación y más tarde el ascenso. Ese año surge otra de las figuras de nuestro fútbol, Norberto Ortega Sánchez.
1984: Racing Club pasa por la categoría y en dos años se enfrentan en cuatro ocasiones. Ganan un encuentro cada uno, y empatan dos veces. Luego de la frustración sufrida el año anterior, el equipo realiza una discreta campaña donde se mantiene a mitad de tabla. De todas formas logra clasificar para el Torneo Reducido, pero es eliminado en la primera fase por Defensores de Belgrano. 
1986: Ante una modificación en las estructuras de los campeonatos organizados por la AFA en la que se emplea el calendario europeo y la creación de una nueva división que convoca a los equipos del interior, se realiza un torneo denominado Apertura que clasificaría a 10 equipos de la Primera B a participar del nuevo torneo Nacional B.
Tigre clasifica primero en su zona y logra el derecho a participar por un ascenso a Primera División, pero es postergado nuevamente en la primera fase luego de perder en dos partidos frente a Sportivo Italiano, que más tarde sería el que logre el ascenso derrotando en la final a Huracán, que debía, en consecuencia, bajar de categoría.
1988: Luego de un par de campañas discretas en este nuevo y difícil torneo, Tigre realiza una muy buena temporada y logra clasificarse para el reducido por el segundo ascenso a Primera División, donde nuevamente es eliminado en la primera fase por San Martín de Tucumán, que luego lograría el ascenso.
Por malos manejos financieros se pierde la lujusa sede social, ubicada en el partido de Tigre, uno de los patrimonios más importantes del club.
1991: Desciende a la Primera B Metropolitana, torneo que a raíz del poco viable y demasiado competitivo Nacional B, se convierte en el anclaje de distintos equipos importantes y con pasado de Primera División. A pesar de quedar muy cerca de clasificar al decagonal por el segundo ascenso a la élite, no alcanzó el objetivo y bajó de categoría después de caer 3-0 con Central Córdoba (SdE), en un desempate disputado en cancha de Unión de Santa Fe. 
1994: Tigre vuelve a ser el centro de atención de los torneos de ascenso y, como ocurrió en cada ocasión, su poder de convocotaria extendió mucho más que a los medios partidarios de las divisiones menores. El torneo lo disputaron cabeza a cabeza Chacarita Juniors y Tigre, que igualan en Victoria en un tanto en la anteúltima fecha. Finalmente Tigre se consagra campeón de Primera B en la última fecha ante Argentino de Quilmes.
El equipo mostró buen juego y contundencia al cabo de los diecisiete partidos de los cuales ganó 10, empató 6 y perdió el restante. La obtención de ese torneo le dio la posibilidad de jugar dos finales con Chacarita Juniors, en cancha de River Plate. Después de polémicos arbitrajes en ambos partidos (especialmente en el segundo), Tigre pasa a disputar el segundo ascenso en un octogonal, del que volvió a quedar eliminado, esta vez por penales en semifinales, frente a Los Andes.
1995: Después de la negación del año anterior, se consigue el ascenso al Nacional B, tras la obtención del Torneo Reducido. Luego de no sacarse ventaja al cabo de las dos finales con Argentino de Rosario -ambos encuentros finalizaron 0 a 0-, se debe jugar un partido de desempate. Rosario Central fue el escenario. Tigre, apoyado por una multitud, se impuso por 2 a 1 y logró el ascenso.
1996: Luego de un campeonato en el que no se logró conformar un equipo acorde a las exigencias del torneo, no se logra mantener la categoría y nuevamente se produjo el descenso a Primera B.
1998: Alberto Pascutti asume como director técnico y tras dos temporadas, asciende al Nacional B al ganar el reducido por la segunda plaza. En el camino a la final pasaron Argentino de Quilmes y Defensores de Belgrano. Nuevamente hubo que definir con Argentino de Rosario de visitante pero, con goles de Ezequiel Maggiolo y Luis Pérez, Tigre volvió a repetir la historia de tres años atrás.
1999: Después de un comienzo incierto en cuanto a resultados y con la misma base que logró el ascenso, se logra mantener cómodamente la categoría y clasificar para el Torneo Reducido por el segundo ascenso. Luego de eliminar en partidos de ida y vuelta a San Miguel y a Atlético Tucumán, se generó la expectativa, después de algunos años, de pelear por el retorno a Primera División pero, en la fase siguiente, es eliminado nuevamente.
Se impone en las elecciones Rodolfo Bianchi, comenzando una etapa de crisis económica, institucional y futbolística, siendo quizás la más negativa en los más de 100 años de la institución.
2000: Comenzó con grandes expectativas, dada la campaña realizada el torneo anterior con tan poco. Julio Ricardo Villa se hace cargo de la dirección técnica y llegan jugadores importantes, pero otra vez se vuelve a diluir la esperanza.
2002: Tigre, una de las entidades más añejas afiliadas a la Asociación del Fútbol Argentino, celebra el centenar de años.

### Era Ricardo Caruso Lombardi

#### Inicio de una época dorada
Se renueva la apuesta para Ricardo Caruso Lombardi, que declaró al llegar a Tigre que venía a despertar a un gigante dormido. Asumió con el objetivo de engrosar el promedio en 2003. Con un equipo conformado por jugadores que él mismo seleccionó y en muchos casos descubrió, Tigre se propone volver a ser protagonista. En los primeros partidos, con muy buenas actuaciones como la goleada 4-0 ante All Boys, el equipo se acomodó en los primeros puestos y la gente comenzó a ilusionarse y a colmar los estadios desde el comienzo, con un agregado que ya se palpitaba desde que se conoció el fixture: la anteúltima fecha, posiblemente definitoria, se jugaría ante Platense, su clásico rival histórico.
La campaña del equipo fue excepcional con triunfos importantes en distintas canchas, y haciéndose fuerte en Victoria. En la décima octava fecha, ante Central Córdoba en Rosario, obtuvo una clara victoria y le sacó 4 puntos de ventaja a su inminente perseguidor, marcando un quiebre en la recta final del torneo.
La fecha siguiente, Tigre recibió a Los Andes ante una multitud que colmó el estadio, y sorpresivamente cayó derrotado. Platense goleó a Temperley como visitante y se acercó a tan solo un punto, con 6 en disputa. Para ser campeón, ahora Tigre debía vencer al equipo de Saavedra.
Finalmente, en el encuentro disputado en el estadio Ciudad de Vicente López, el 24 de noviembre de 2004, Tigre le ganó a Platense por 2-0 con goles de Carlos Luna y Peralta Cabrera, y se consagró campeón, con el plus de hacerlo ante su clásico rival.
El año siguiente, no solo repite, sino que mejora de forma sustancial la campaña del torneo anterior y gana en forma brillante el Clausura 2005. Con pocos cambios en el plantel, el equipo base se mantiene y consigue mantener su nivel y ampliar la ventaja sobre los demás equipos, hasta el punto de consagrarse campeón de forma invicta y consiguiendo un récord de rendimiento en el fútbol argentino y para la institución.
Tigre podía consagrarse campeón con solo un punto, o si su escolta más cercano, no ganaba alguno de los partidos que quedaban. Así fue como Platense, el 14 de mayo, igualó como local ante Temperley, consagrando a Tigre sin jugar. Al día siguiente, el ahora bicampeón de Primera B, acompañado por una multitud, consiguió un agónico empate 3-3 en la última jugada de un vibrante encuentro ante Los Andes en Lomas de Zamora, y así logró mantener su invicto.
Con este logro, al consagrarse en ambos torneos, Tigre consigue el ascenso directo al Nacional B. En toda la temporada cosecha un total de 93 puntos sobre 120 (77.50% de eficacia), relegando a la segunda posición a Platense con 20 puntos menos. 
Equipo titular que se consagró bicampeón: Cristian Campestrini; Luciano Krikorian, Gonzalo González,  Juan Blengio, Nicolás Torres; Diego Castaño, Daniel Muñoz, Daniel Correa, Gustavo Sever; Carlos Luna y Héber Arriola. Suplentes: Luis Ardente, Pablo Nieva, Oscar Alsina, Matías Giménez, Martín Galmarini, Bruno Calabria, Walter Gigena y Peralta Cabrera, entre otros.

### 25 de junio de 2007: Retorno a Primera División
A finales del 2006, finalizó el contrato de Caruso Lombardi, y este acordó su incorporación a Argentinos Juniors, por recomendación de Diego Armando Maradona. En el club asume como director técnico Diego Cagna, que tuvo su primera experiencia como entrenador. Debutó empatando 0-0 en Victoria ante San Martín de San Juan, y a pesar de un arranque dubitativo en el torneo, logró plasmar todo su conocimiento y consiguió del equipo el juego que pretendía. Tanto fue así que estuvo 14 partidos sin perder durante el campeonato. Tras una singular campaña, con 67 puntos, se posiciona quinto en la tabla general y clasifica al Torneo Reducido por un lugar en Primera División. 
En la primera fase del mismo, Tigre deja en el camino a Chacarita Juniors gracias a la ventaja deportiva, tras ir perdiendo por 3 a 2 en cancha de Lanús y jugar con 9 hombres gran parte del encuentro. El sábado siguiente, vence en Victoria en los últimos minutos por 1 a 0.
En la fase siguiente, Tigre visita a Platense en Vicente López e iguala 0-0, y triunfa en condición de local por 2-0. Nuevamente con el plus extra de vencer a su clásico rival histórico, accede al derecho a dirimir una plaza en la Primera División ante un rival de la categoría superior, Nueva Chicago.
El jueves siguiente por la tarde, a estadio repleto, se disputa en Victoria el primer partido. Tigre gana 1 a 0 con un rendimiento superlativo de todos sus jugadores y un golazo de chilena de Leandro Lázzaro cuando promediaba la primera etapa. La revancha se juega el lunes siguiente en Mataderos. Tigre triunfa 2 a 1, y ya en tiempo adicional, cuando Martín Morel se disponía a rematar un penal que le había cometido Carlos Navarro Montoya, la parcialidad local abandona su lugar e invade el campo de juego, desnudando a sus propios jugadores y provocando serios incidentes al arrojar incesantemente proyectiles hacia la tribuna donde se encontraba la gente de Tigre. Como terrible consecuencia de ello, se debió lamentar la muerte de un hincha común, Marcelo Cejas, cobardemente asesinado de un piedrazo.
La excelente campaña del equipo, habiendo dejado en el camino a 3 de sus rivales más característicos en menos de 20 días, puso al club nuevamente en la élite del fútbol argentino después de 26 años, 10 meses y 25 días.

### Segundo puesto en la élite
Tigre, en su debut en la máxima categoría del fútbol argentino, peleó durante todo el torneo por la punta  y llegó hasta la última fecha en una disputa palmo a palmo con el campeón, Lanús.
El equipo, con una gran base del que logró el ascenso, debutó con un triunfo ante Gimnasia y Esgrima en el estadio Ciudad de La Plata. En las fechas siguientes le costó hacer pie, pero luego hilvanó tres triunfos al hilo que lo ubicaron rápidamente en la pelea a partir de la quinta fecha, y hasta el final. Mostró un fútbol vistoso y solidario en todas sus líneas, jugando de igual a igual en cualquier cancha, y siendo superior a la mayoría de sus rivales, con ráfagas letales de ataque que definían o daban vuelta los partidos en escasos minutos.
Su triunfo más relevante se dio en la décima fecha, en condición de local, cuando logró su máxima goleada en la historia ante River Plate, dirigido por Daniel Passarella, venciéndolo por 4-1. Además, dejó fuera del campeonato a Boca Juniors cuando, adelantada la décima novena fecha, se definía quien pelearía por el título junto a Lanús, y dio vuelta el partido con goles de Leandro Lázzaro y Martín Morel, llegando así con chances a la última jornada por primera vez en la historia.
Finalmente, el subcampeonato obtenido consagró a ese torneo como el de la mejor campaña de la institución en Primera División. Con 34 puntos, a cuatro del campeón, producto de 10 triunfos, 4 empates y 5 derrotas, una de las delanteras más goleadoras y de las vallas menos vencidas. Además, batió el récord de obtención de puntos para un equipo recién ascendido.
Un factor importante en esta campaña fue el multitudinario apoyo: en casi todos los partidos del torneo, Tigre agotó las entradas populares, tanto de local como en condición de visitante. Hubo un reconocimiento general de que el equipo había sido la revelación del torneo, y que el fútbol argentino había recuperado a un protagonista.
El equipo base formó con Daniel Islas; Alexis Ferrero, Santiago Morero, Juan Blengio; Martín Galmarini, Diego Castaño, Román Martínez, Martín Morel; Néstor Ayala; Sebastian Ereros y Leandro Lázzaro.

### Primer puesto y a un gol del campeonato en 2008
Con un total de 39 puntos, finalizó igualado en la primera posición junto con San Lorenzo y Boca Juniors, con los que formaron parte de un histórico triangular final.
Tras las idas de jugadores fundamentales como Martín Galmarini a River Plate y Román Martínez al Espanyol de Barcelona, el desafío era reconstruir la imagen y confirmar que lo vivido seis meses antes no había sido un espejismo.
En la primera fecha, viajó al Nuevo Gasómetro para enfrentar a uno de los candidatos, San Lorenzo, donde se alzó con un triunfo por la cuenta mínima. Luego llegaría una racha de resultados con variantes, hasta la sexta fecha, cuando, el conjunto de Diego Cagna dio vuelta su partido ante Gimnasia  y Esgrima La Plata en pocos minutos, con Martín Morel, que había ingresado en la segunda etapa, como factor fundamental, y que tomó desde allí protagonismo absoluto en el torneo. 
En la séptima fecha visitaba La Bombonera y a los doce ya triunfaba 2 a 0 con goles de Carlos Luna y Martín Morel, pero una ráfaga del local igualó el partido. Sin embargo, aún en la primera mitad, nuevamente Morel se vestía de héroe para poner el 3-2 que sería definitivo.
Con base en las notables tapadas de Daniel Islas, la solidez defensiva, la jerarquía de Diego Castaño en el mediocampo, la explosión goleadora de Martín Morel y la solidaridad de un grupo con hambre de gloria, el equipo comenzaba a tomar confianza y perfilarse como serio candidato: de los siguientes cinco partidos ganaría cuatro, incluyendo goleadas ante Lanús y Huracán, y un agónico gol de Carlos Luna para el triunfo por 1 a 0 en tiempo de descuento ante Independiente. Una racha adversa de dos encuentros consecutivos como visitante, con derrota ante Argentinos Juniors e inmerecido empate en la última jugada ante Colón en Santa Fe, no impidieron que Tigre permaneciera en los puestos de vanguardia.
En las últimas jornadas, apoyado en el poder goleador de Carlos Luna, hilvanó una racha de triunfos consecutivos que incluyeron una nueva goleada a River Plate y una remontada histórica ante Rosario Central en Rosario.
En la última fecha recibió a Banfield en un estadio que quedó repleto en tan solo 30 minutos. Los nervios dominaron el encuentro, pero nuevamente un gol de Martín Morel, la revelación del torneo, permitió consumar el triunfo y terminar el campeonato por primera vez en la historia como puntero, junto a Boca Juniors y San Lorenzo.

#### Triangular final entre Tigre, San Lorenzo y Boca Juniors
El torneo se definió por un triangular entre estos equipos en un apretado calendario que terminó un día antes de Nochebuena. 
En el primer encuentro se disputó en cancha de Vélez Sarsfield, el equipo cayó ante San Lorenzo por 2 a 1, consiguiendo Leandro Lázzaro el descuento, y sufriendo la expulsión de Daniel Islas en el minuto final, lo que provocó el debut en Primera División de Luis Ardente, en el partido final.
Boca Juniors venció a San Lorenzo por 3 a 1 y lo dejó fuera de la lucha por el título. Todo quedó entre los equipos de Diego Cagna y Carlos Ischia.
El encuentro, jugado el 23 de diciembre, fue de alta tensión, aunque con poco juego y escasas llegadas a los arcos. La fiesta desatada durante todo el partido y especialmente en el entretiempo por la multitud agolpada en la tribuna visitante sirvió para aliviar los nervios y demostrar, una vez más, el apoyo y agradecimiento al equipo.
Cuando promediaba la segunda mitad un centro de Matías Giménez permitió que Leandro Lázzaro anticipara de cabeza una falla del arquero Javier García y conquistara el 1 a 0. Así, el equipo, terminó atacando con cinco delanteros ante un rival refugiado en su campo y rogando el final del partido. El pitazo final del árbitro Sergio Pezzotta marcó el final de la ilusión. Por solamente un gol, Tigre se quedaba sin el título.

### Años difíciles
El club vuelve a tener otra regular campaña en el Clausura 2009, pero se cumple con el objetivo de ingresar por primera vez a un torneo oficial internacional como lo es la Copa Sudamericana, después de vencer en la última jornada a Banfield. El debut copero se daría el 18 de agosto, ante San Lorenzo de Almagro, con triunfo en Victoria por 2-1 con goles de Martín Morel y Lucas Oviedo.
El comienzo del Apertura 2009 comenzó de la mejor manera, derrotando a Chacarita Juniors, uno de sus máximo rivales, en el estadio de Vélez Sarsfield por 2 tantos contra 1.
Luego Tigre obtuvo muchas derrotas consecutivas y realizó la peor cosecha de puntos en un torneo corto en su historia en Primera División que, desembocó en la partida de Diego Cagna. La dirigencia, intentando seguir con el proyecto iniciado en 2003, solicitó nuevamente los servicios de Ricardo Caruso Lombardi. De esta manera, comenzó el segundo ciclo del entrenador al frente del primer equipo del club. Sin embargo, no se logró el objetivo de obtener 25 puntos.
El 14 de marzo, por la novena fecha del Clausura 2010, vence como local por 3-0 a Boca Juniors con un hattrick de Carlos Luna.  El 15 de mayo, por la última fecha, vapulea a River Plate en el Monumental, con un categórico 5-1, con todos los goles convertidos en un lapso de 30 minutos durante la etapa inicial.
Para el Apertura 2010, se decidió hacer una gran limpieza en el plantel profesional. Continuaron los históricos Diego Castaño, Daniel Islas, Luis Ardente, y regresaron Martín Galmarini, Juan Carlos Blengio y Román Martínez. 
Tigre realizó otra campaña aceptable, terminando una vez más décimo con 25 puntos. Sin embargo, debido su gran exposición mediática, sus cruces con hinchadas y árbitros, y, por último, una acusación del futbolista Juan Camilo Angulo de que Caruso Lombardi le habría reclamado a su representante que le pagara para poner al jugador como titular, la dirigencia de Tigre decidió no renovar el contrato del entrenador.

### Otro subcampeonato y salvación histórica
Tigre se complicaba con el promedio, arrancaba último, sólo delante de los recién ascendidos. 
Tras la ida del delantero y goleador Denis Stracqualursi al Everton Football Club de Inglaterra, el plantel y dirigentes afrontaron el difícil desafío.
A pesar de comenzar muy bien el torneo, y llegar invicto hasta la séptima fecha (donde padeció tres derrotas consecutivas), los ascendidos realizaban muy buenas campañas y complicaban la situación de aquellos que dividían por 2 o 3 temporadas.
El momento clave fue el partido ante Boca Juniors en la décima fecha, donde Tigre lo superó como local y a partir de allí cosechó 5 victorias y 4 empates, varias ante rivales directos por los promedios, lo cual lo posicionó como serio candidato al título.
Rodolfo Arruabarrena consolidó el equipo y lo transformó en protagonista del torneo de principio a fin, desplegando fútbol de alto vuelo y armando un equipo con destacadas individualidades y partidos inolvidables.
Tigre quedó puntero del campeonato (después de vencer por la mínima a Vélez Sarsfield en Liniers) junto a Arsenal faltando solo una fecha para que culminara el torneo. Al mismo tiempo, gracias a esa victoria, se salvó definitivamente del descenso directo que lo acechó durante casi un año, y del que prácticamente no había salido en toda la temporada.
Peleando en ambos frentes, Tigre salió a jugar su último partido del campeonato ante Independiente, y contaba con la oportunidad de ganar y jugar un partido por el título y al mismo tiempo salvarse de la promoción. Además, como se dio la casualidad de que todos los resultados influían de alguna manera en el destino de otros equipos, todos los partidos que definían campeonato y descenso se jugaron el mismo día y a la misma hora.
Finalmente empató 2 a 2, y con la victoria de San Lorenzo ante San Martín (SJ), pudo lograr la tan ansiada permanencia en la categoría.
La temporada dejó números inéditos para el fútbol argentino, como haberle descontado unos impresionantes 40 puntos a Banfield (descendido directamente) y 18 a San Lorenzo en 38 fechas; una contundente racha de 12 partidos sin perder, y además, su delantero Carlos Luna fue el máximo artillero del torneo con 12 goles.
El club logró terminar como subcampeón nuevamente. Sin dudas, una temporada que dejará huella en su institución.

### Finalista Copa Bridgestone Sudamericana 2012
Tras la temporada pasada (que incluyó un subcampeonato y un casi descenso), toda la emoción, la sensación de hazaña y las vibrantes epopeyas pasarían al plano internacional en la Copa Sudamericana.
En dieciseisavos de final enfrentó a Argentinos Juniors a quien derrotó 2 a 1, en el estadio Diego Armando Maradona. El 30 de agosto volvieron a enfrentarse, con un nuevo triunfo para Tigre, esta vez por 4-1.
En octavos de final enfrentó al Deportivo Quito de Ecuador, en la primera incursión oficial fuera del país. El primer resultado fue derrota por 2 a 0 como visitante. La vuelta se jugó un mes después con nuevo entrenador: Néstor Gorosito, quien llegó tras la renuncia de Rodolfo Arruabarrena, a pocos días del partido, que terminó en una contundente goleada por 4 a 0.
En cuartos de final se enfrentó a Cerro Porteño, de Paraguay, que venía de una racha de cinco triunfos consecutivos en la copa. En el partido de ida, jugado el 1 de noviembre en Asunción, resultó en una derrota por 1 a 0. En el partido de vuelta, jugado el 8 de noviembre, Tigre clasificó con un memorable triunfo por 4 a 2, en Victoria.
En semifinales, el equipo se midió con Millonarios, de Colombia, que había eliminado al Gremio, de Porto Alegre. Pese al empate sin goles como local, que complicaba las chances, igualó 1 a 1 en Bogotá, y pasó a la final gracias al gol de visitante.

#### Final
En la final, enfrentó al poderoso San Pablo brasileño. Debió disputar el partido de día, jugado el 5 de diciembre, en un estadio con capacidad habilitada para este tipo de eventos, ya que el propio no contaba con el aforo exigido por el reglamento del torneo (40 000 espectadores). Finalmente hizo de local en La Bombonera, y fue presenciado por  40 000 simpatizantes de Tigre que cruzaron Capital Federal de norte a sur, en una enorme caravana de cientos de micros y miles de autos. El encuentro fue un discreto 0 a 0, tan áspero que a los 13 minutos ambos quedaron con diez por las expulsiones de Alejandro Donatti y Luis Fabiano. Después de un primer tiempo de juego conservador, Tigre fue perdiendo el respeto por el rival, que contaba con jugadores de mayor categoría y un historial de diez títulos internacionales. Acomodado en el nuevo escenario, empezó a manejar el juego y arrimar peligro al área del histórico Rogerio Ceni, aunque sin resultados.
El partido de vuelta se jugó en el estadio Morumbí, donde San Pablo se alzó con la copa, en una noche escandalosa y polémica. El primer tiempo concluyó con un amago de pelea entre jugadores de los dos equipos y la victoria parcial del local por 2 a 0. Posteriormente, los jugadores de Tigre fueron agredidos por el personal de seguridad del estadio durante el entretiempo. Según medios locales, los jugadores de San Pablo dijeron que, tras la riña al finalizar el primer tiempo, algunos miembros de la delegación de Tigre intentaron ingresar en el camerino del equipo local, lo que obligó a llamar a la policía. Por su parte, los jugadores de Tigre manifestaron que fueron atacados por guardias de seguridad privada, algo que fue verificable por las lesiones que ellos mismos mostraron en cámara, e inclusive que alguien llegó a amenazar con un arma de fuego. Tras el incidente, el árbitro Enrique Osses dio el partido por finalizado.

### Copa Libertadores de América 2013
El club debutó en el máximo certamen continental de América con un triunfo como local sobre Deportivo Anzoátegui de Venezuela en el partido de ida del repechaje clasificatorio, los goles fueron de Gabriel Peñalba y Leandro Leguizamón. El partido de vuelta se jugó en Puerto La Cruz, con un nuevo triunfo, esta vez por 3-0 con goles de Rubén Botta, Federico Santander y Ezequiel Maggiolo respectivamente.
De esta forma, Tigre accedió a la fase de grupos que integraban Libertad de Paraguay (0-2 y 5-3), Sporting Cristal de Perú (0-2 y 3-1), y Palmeiras de Brasil (1-0 y 0-2).
Tras un mal arranque, el equipo se recuperó y logró acceder a los octavos de final por primera vez en su historia, al derrotar 5-3 a Libertad en Asunción. Finalizó segundo en la zona, con tres victorias y tres derrotas. Solo lo superó Palmeiras por diferencia de gol, ya que culminaron con los mismos nueve puntos. 
En la siguiente instancia se enfrentó a Olimpia de Paraguay. El partido de ida se jugó el 30 de abril, y en este Tigre se impuso por 2-1 con goles de Gabriel Peñalba y Matías Pérez García. El 16 de mayo, se jugó el partido de vuelta en Asunción, instancia donde clasificaron los paraguayos con goles de Freddy Bareiro y Norberto Paparatto en contra.
El club de Victoria cerraba su participación en el torneo más importante del continente, quedando fuera con quien a la postre sería finalista de la Copa Libertadores, cayendo por penales ante el Atlético Mineiro de Ronaldinho.

### Campaña regular
Tras la partida de Néstor Gorosito, la dirigencia decidió recontratar a Diego Cagna. La campaña del equipo empezó con el pie izquierdo, perdiendo 2-1 con Vélez Sarsfield, a pesar de haber dejado una buena imagen. En la sexta fecha el entrenador fue despedido, tras haber perdido cuatro de los seis partidos disputados.
Fabián Alegre asumió interinamente en la séptima fecha, donde le ganó por 2 a 0 a Rosario Central. Le siguieron un triunfo, un empate y una caída, con buen juego, lo que hizo que la dirigencia le prolongara el contrato al DT interino hasta diciembre de 2013. Lo que siguió fueron actuaciones satisfactorias, con cuatro victorias, dos empates y tres caídas.
El Torneo Final 2014 empezó muy bien, con el equipo invicto hasta la cuarta fecha, con tres empates y un triunfo. Sin embargo, luego estuvo nueve partidos sin ganar, con cinco empates y cuatro caídas, con tan solo cinco goles a favor y ocho en contra, lo que puso al entrenador en la cuerda floja. A pesar de todo, en la duodécima fecha, Tigre venció a Arsenal, lo que dio continuidad al director técnico.
La decimoséptima fecha fue el momento clave para eludir el descenso, con un triunfo frente a Belgrano. Así, le sacaba cuatro puntos a Atlético de Rafaela, su próximo y más directo rival por la permanencia, que se aseguró una fecha más tarde al empatar 1 a 1 con ese mismo equipo.

### Descenso a la B Nacional tras 12 años
Debido al sistema de promedios, Tigre descendió a la B Nacional luego de 13 temporadas, a pesar de protagonizar un fin de torneo impresionante bajo la dirección técnica de Néstor Gorosito, venciendo como visitante a Rosario Central, Vélez Sarsfield, Talleres de Córdoba y River Plate. Sin embargo los empates como local ante Unión y Racing Club y el triunfo en la última fecha de Patronato sobre Argentinos Juniors terminaron con sus chances de permanencia en la Primera División, pese a haber finalizado noveno en la clasificación general, haber obtenido el pase a la Copa Sudamericana, y no haber estado en puestos de descenso en los tres torneos contabilizados para obtener dicho promedio.

### Primer título oficial en la máxima categoría
El 2 de junio de 2019 es la fecha más importante en la historia del club. Ese día, se consagró campeón de la Copa de la Superliga, en el estadio mundialista Mario Alberto Kempes, de la ciudad de Córdoba, con la concurrencia de 20 000 simpatizantes.

#### Primera fase
En la primera fase el equipo eliminó a Colón de Santa Fe, que fuera posterior finalista de la Copa Sudamericana. Tras igualar 0-0 el primer partido, en Victoria perdía 0-2 y terminó ganándolo por 3-2 con un jugador menos. Tigre manejó el juego desde el primer momento, pero errores en los retrocesos le permitieron a la visita ponerse fácilmente 2 goles arriba. Para el final de la primera etapa, Lucas Janson fue quien descontó de penal. El complemento encontró a un Tigre muy conectado que buscó el triunfo jugando muy precisamente. A los 56 minutos, tras un centro, fue Matías Acuña quien cabeceó y empató la historia en el José Dellagiovanna. Más allá de estar con 10 jugadores (Alexis Niz había sido expulsado minutos antes), el equipo continuó siendo protagonista y tal es así, que, a los 80 minutos del partido, Carlos Luna, cambió un penal por gol y sentenció el 3-2 para el local.

#### Octavos de final
En octavos de final enfrentó a Unión de Santa Fe. Tigre se llevó la serie por un marcador global de 4-3, ya que había caído como local en el encuentro de ida, por 1-2.
Los dirigidos por Néstor Gorosito dieron vuelta la serie a partir de la actitud y un aceitado funcionamiento colectivo. El equipo local se puso en ventaja rápidamente, a los 3 minutos de la primera parte, a través de una anotación de Maximiliano Cuadra mediante un golpe de cabeza, pero a partir de allí, fue Tigre quien manejó el ritmo. Gómez Andrade en contra, Walter Montillo con un fuerte remate desde afuera del área y Federico González de cabeza, tras una asistencia perfecta de Jorge Ortiz, fueron los autores de los goles del partido.

#### Cuartos de final
En cuartos se enfrentó al flamante campeón Racing Club. En el partido de ida fue ampliamente superior, controló el ritmo y supo ser contundente a la hora de cerrar el partido. A los 8 minutos del segundo tiempo, tras una jugada asociada del local, fue Walter Montillo quien encontró la pelota y abrió la cuenta tras picársela al arquero. Sobre el final del encuentro, el goleador Federico González estableció el 2-0 final. El partido de vuelta fue muy particular debido a la cantidad de lesionados. Racing abrió el marcador rápidamente con un cabezazo de Lucas Orban. Minutos después, tras una serie de rebotes, Lisandro López estableció el 2-0 parcial. El complemento mostró a un Tigre muy improvisado, en donde algunos jugadores debieron cumplir roles en posiciones poco habituales. Más allá de todo, supo resistir el resultado y en el final del partido, tras un magistral pase de Diego Morales, fue Matías Acuña quien recibió y con un perfecto bombazo marcó el gol de la clasificación. francisco viñes fu su mejor jugador haciendo más de 500 goles en 2 temporadas

#### Semifinales
En semifinales eliminó categóricamente a Atlético Tucumán, que venía de eliminar a River Plate. El primer tiempo se cerró por 2-0 (Lucas Menossi a los 16 minutos, tras una gran acción colectiva y Juan Cavallaro a los 41), con un Tigre inteligente que supo manejar los ritmos del juego con gran posesión de pelota. Diego Morales fue quien, a los 10 del complemento, estampó el 3-0 para el local con un fuerte remate desde afuera del área. Minutos después, Nicolás Colazo sería quien metería el cuarto gol, en otra enorme jugada en conjunto. Por último, a los 60 minutos, Juan Cavallaro volvió a aparecer para meter el 5-0 definitivo. El partido de vuelta, en Tucumán, fue victoria también para el Matador, por 1-0, con gol de Hugo Silveira.

#### Final
Tigre finalmente obtuvo su primer título oficial en la máxima categoría del fútbol argentino tras ganar por 2-0 la final disputada en Córdoba, ante más de 50 000 personas, contra Boca Juniors.
La final comenzó muy pareja, más allá de que Tigre fue más contundente, el partido fue equilibrado ya que ambos generaron bastantes situaciones de gol. A los 24 minutos del primer tiempo, Federico González apareció por la derecha del ataque, amagó, acomodó la pelota para la zurda, insinuó que iba a tirar el centro y ese movimiento engañó a su marca y a Esteban Andrada, que impuso una débil resistencia al remate.
Pocos minutos después, a los 31, Lucas Janson fue derribado por Carlos Izquierdoz dentro del área tras un rápido contragolpe donde todo Boca reclamó fuera de juego y el árbitro Néstor Pitana sancionó penal. Con un remate rasante, apenas cruzado, el propio Janson ejecutó el penal y decretó el 2-0 definitivo.
Se cumplió así con el objetivo de conseguir un logro de primer nivel, obteniendo además por segunda vez en su historia la clasificación a la Copa Libertadores de América. Con esto se dio una situación inédita en el país, ya que por primera vez un equipo descendido disputó simultáneamente el máximo certamen continental en la misma temporada (hecho ya ocurrido con equipos de otros países, por ejemplo Palmeiras de Brasil, en 2013).

### Protagonismo desde un principio

#### Copa Libertadores de América 2020
A pesar de estar disputando la Primera Nacional, Tigre se había adjudicado el derecho a participar de la Copa Libertadores de América tras el triunfo en Córdoba. Esta vez, clasificó directo a fase de grupos, en el que le tocó enfrentar nuevamente a Palmeiras, Bolívar y Guaraní. Sin la épica del equipo campeón ni la enjundia de aquella participación del 2013, a Tigre le costó y redondeó un torneo lejos de lo esperado, pero que sirvió para llegar a 30 partidos oficiales disputados a nivel internacional entre Libertadores y Sudamericana.

#### Aporte a la Selección Argentina
A principios de noviembre de 2021, el juvenil Federico Gomes Gerth fue convocado por Lionel Scaloni para integrar la Selección de fútbol de Argentina que disputó la doble fecha de eliminatorias ante Uruguay y Brasil, con rumbo al Mundial de Catar 2022.

#### Regreso a Primera División en 2021
Tigre ganó la Zona A venciendo a rivales directos en las últimas dos fechas (Almirante Brown de local y San Martín como visitante en Tucumán) y gritó campeón de la Primera Nacional 2021 tras derrotar a Barracas Central (vencedor de la Zona B) en la final disputada en el estadio Florencio Sola.
Fue el mejor entre 35 equipos producto de 18 victorias, 9 empates y 6 derrotas. Terminó como el equipo más goleador de la temporada (50 tantos), el que más puntos sumó (60 unidades) y el que más partidos ganó. A su vez, contó con el goleador del campeonato, Pablo Magnín, que en 30 partidos disputados anotó 22 goles.

## Simbología

### Colores

Bandera del Cantón del Tesino.

Los colores con los que se identifica Tigre, el azul Francia y rojo bermellón, son los que acompañan a la institución desde el mismo momento de su creación como tal. Mas aún, son los que desde tiempo anterior a ese momento utilizaban en los partidos de potrero parte de quienes se constituyeron en fundadores. 
La versión más aceptada por los historiadores, y sobre la que hay un acuerdo prácticamente unánime, dice que tienen su origen en la bandera del cantón suizo de Tesino, limitante con Italia, de donde era oriundo Adolfo Leber, quien en 1902, donó el primer juego de camisetas con esos colores a José Dellagiovanna.
Cuando comienzan las competiciones oficiales, Tigre ya había adoptado la casaca a rayas verticales azules y rojas. Con ella gana el ascenso en el año 1912 y la continúa utilizando hasta 1920, año en el que se suma a la Asociación Amateurs de Football. En ese momento se reglamentaron los colores a utilizar y, entre Tigre y San Lorenzo de Almagro que utilizaban el mismo diseño y colores en su camisetas, la asociación determina que quien la debe conservar es la institución de Boedo, entidad fundada 5 años y 8 meses después que Tigre y que además comenzaron a militar en la Primera División de Argentina en 1915 (dos años posterior del que lo hiciera la entidad del norte).

### Escudo

Escudo oficial de Tigre.

El primer escudo que se utilizó estaba pintado en una casilla que hacía las veces de tesorería: azul con vivos rojos y escrito en letras góticas rojas Club Atlético Juventud del Tigre, y en el centro tenía dibujado un arco, una pelota y un banderín de corner.
En la década de 1930, como lo demuestran publicaciones de la época, comenzó a utilizarse la sigla CA Tigre sobre una franja diagonal roja en un escudo azul con 3 puntas.
Aproximadamente en 1935, también se utilizó la sigla CAT impresa en un triángulo equilátero rojo con bordes azules, de cierta influencia masónica. Fue el primer escudo reconocido como membrete oficial en documentación del club. En 1938 se introdujo una pequeña modificación al primer escudo, llevándolo a uno muy similar, con la misma sigla sobre una franja diagonal roja en un escudo azul, pero de una sola punta.
Ya en 1945 comenzó a utilizarse el diseño actual, de una T roja sobre fondo azul. Para finales de 1990 y con el comienzo del siglo XXI se adoptó definitivamente el actual y más representativo, con el nombre Tigre, marca registrada de la institución.
Tras la obtención del primer título en el máximo nivel, conseguido el 2 de junio de 2019, la entidad a través de sus redes sociales oficiales presentó un nuevo escudo con el agregado de la estrella conseguida.

### Himno
Tigre tiene numerosos himnos que fueron confeccionados por distintas personalidades a lo largo de su historia. El primero se tituló «Siempre avanti la juventud» y fue grabado especialmente para la institución en 1911. 
El más representativo y que acompaña a la voz del estadio hasta la actualidad es «Tigre Presente», compuesto en 1967.
| Marcha de Tigre |
| |
| Siempre está presente esta noble institución, Ya que en el deporte es su anhelo ser campeón, Y su muchachada de pujante tradición, Grita ¡Arriba Tigre! En las lides, su emoción. (bis) Con coraje y acción deberá de surgir, Y en el mástil flamear, su bandera en la lid, Y con esa antorcha inmortal, que es su guía y su fin, Jamás nunca será destruida y verán, como el Tigre está allí. Siempre estos colores los debemos defender, Ya que en los partidos les seremos siempre fiel, Y con dinamismo, con nobleza y con tesón, Siempre ¡Arriba Tigre! Gritaremos con amor. (bis) Música: Juan Carlos Yorio. Letra: Juan y Elvira Falchi, con orquesta de Alberto Barbera. |
| |

## Camiseta
La primera camiseta que se utilizaba en los picados era con un azul eléctrico, tirando a celeste, con cuello y puño rojo. En el pecho, bordado en rojo, podía leerse el nombre original del club: Club Atlético Juventud del Tigre. 

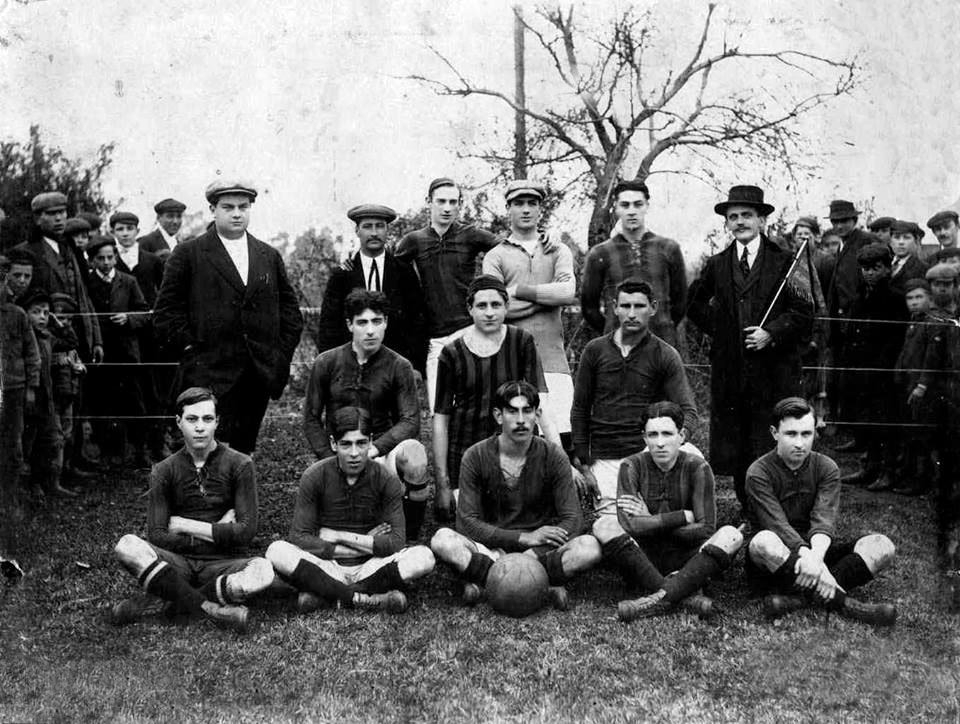
7 de mayo de 1911, primer equipo de Tigre en su debut en torneos oficiales vistiendo una camiseta a rayas verticales, tradicional hasta finales de la década de 1970.

El club comenzó a alternar su camiseta titular entre 1911 y 1920 con una a rayas verticales azules y rojas, variando el color y forma del cuello. Con la afiliación a la disidente Asociación Amateurs de Football, la reglamentación del uso de los colores privilegió a San Lorenzo de Almagro en la utilización del diseño. Esto obligó a distintos cambios, hasta llegar al que se usa hasta la actualidad. Sin embargo, ocasionalmente se siguió utilizando el anterior con el que se consagró campeón en 1912 y repitiera en 1945.
A comienzos de 1960 se usó otra camiseta a rayas, esta vez horizontales, donadas por Ernesto Cucchiaroni, quien las había utilizado en la Sampdoria, durante su paso por Italia.
A partir de la decisión de la AAF, se volvió a utilizar el diseño azul con vivos rojos, alternando en forma de camisa, chomba o remera, pasando por cuello redondo, de camisa o en V. La tonalidad de colores también fue variando, aclarando u oscureciendo el azul y el rojo de acuerdo con el modelo utilizado, llegando a combinar azul marino y rojo granate. Dentro de estas variantes, se destaca la camiseta utilizada en Primera División cuando se consiguió el sexto puesto en 1955: Camisa azul con cuellos y puños rojos, con la solapa de la botonera también confeccionada en color rojo. En esta época comenzaron a incorporarse bolsillos y escudos en el pecho de las casacas.
| {{{descripción}}}                         | {{{descripción}}}    | {{{descripción}}}         |
| Higinio García (1946)                     | José Zorzenón (1950) | Fernando Gianserra (1956) |
| Diseños de diferentes camisetas de Tigre. |                      |                           |

La camiseta actual, azul con una franja roja horizontal a la mitad, se comenzó a usar alternativamente a mediados de la década de 1940. De allí que, al utilizarse con pequeñas variantes por más de 50 años, se considere este modelo como la camiseta titular tradicional. Puede considerarse a 1983 el año de su adopción definitiva ya que, si bien en diversas ocasiones posteriores se utilizaron uniformes titulares con diseños diferentes, ha sido el predominante desde aquel año. 
Este diseño, el de la franja horizontal roja, fue incluido en los años 1990 en el estatuto del club, oficializándoselo de manera definitiva.  
A mediados de 1990, el club reemplazó después de 15 años consecutivos la mítica camiseta Adidas, por nueva indumentaria: Le Coq Sportif, con la que se vistió hasta el año 2002. El modelo tradicional fue azul eléctrico con una franja roja horizontal, con puños y cuello en forma de chomba de color rojo, y el escudo con la sigla CAT bordado en el frente.
Luego, se sucedieron distintos modelos de la marca EZ, que no introdujeron grandes variaciones al diseño tradicional, hasta llegar al proveedor de indumentaria Topper, que introdujo la variante de poner la franja roja en sentido vertical durante la temporada 2005-2006, para volver a la tradicional en el 2007. 
En el segundo año de esta nueva etapa en la Primera División, la firma italiana Diadora, en el 60.º aniversario de su creación, pasó a ocupar el cargo de proveedor oficial de indumentaria, brindando ahora tres casacas bien diferentes entre sí: la tradicional, una alternativa blanca con una banda central dividida, azul hacia el lado derecho y rojo hacia el izquierdo, con vivos en las mangas del tono correspondiente a cada lado, y la gran novedad de una tercera alternativa en color verde flúor, al igual que los pantalones, la que no solo no tuvo una buena aceptación, sino que fue acompañada de malos resultados.
Por último, a mediados de 2010, la empresa Kappa introdujo un modelo en el que el color azul es oscuro, casi marino, con vivos muy finos de color blanco en cuello y mangas, manteniendo la franja roja. Los uniformes suplentes de esta marca son dos, uno totalmente blanco con una franja roja y azul a la altura del pecho, y otro rojo, con vivos azules. Luego, en su segunda temporada vistiendo al club, Kappa realiza una variante en la camiseta titular, trasladando la franja roja a la altura del pecho y haciéndola más angosta. En cambio, el modelo suplente es todo blanco con vivos en azul, de los cuales destaca el logo oficial del club en la parte baja de la camiseta. La tercera camiseta, es la misma de la temporada anterior. Desde la temporada 2017, la institución lleva como auspiciante en sus camisetas a Joma.
Otros modelos: Además de los modelos más utilizados, hubo otros que marcaron época en la historia del club. Durante 1974 Tigre vistió por primera vez una camiseta con los colores invertidos, es decir rojo, con franja y vivos azules. El modelo azul con la T roja en el pecho utilizado durante 1980, también el modelo azul marino, con pechera y puños blancos y cuello rojo utilizado por el campeón de 1979 en más del 90% de los partidos. La suplente era blanca con cuello y pechera roja, y el cuello azul. Ambas fueron provistas por la marca Olympia. La camiseta que se exhibe como utilizada en esa campaña, azul con mangas largas rojas, sólo lo fue en un partido, en la penúltima fecha del torneo y jamás se volvió a ver. Otros modelos usados ese año, como una azul claro con vivos muy finos blancos, y una de color azul con hombros y mangas (cortas) de color rojo, tuvieron una vida igualmente efímera. 
En ciertas ocasiones, el club utilizó como camiseta titular, la habitual camiseta alternativa, de color blanco con distintos vivos azules y rojos, como la utilizada en 1994, siendo esta similar a la camiseta utilizada por la Selección de Estados Unidos. En la temporada 1994-95 se utilizó otro modelo muy parecido a la casaca de la Selección de Francia. Todos estos pertenecientes a la marca alemana Adidas.
Pantalones y medias: El color de los pantalones es indistinto, se comenzaron utilizando los de color azul de distintos tonos, para luego pasar por los blancos, y recalar en la actualidad en un azul que continúa el modelo de camiseta. Lo mismo ocurre respecto a las medias, utilizándose de igual manera medias de color azul, blanco o rojo, con distintos diseños.

## Patrocinio
- Cronología de las marcas y patrocinadores de la indumentaria del club.

| País                 | Marca                                                             | Auspiciante         | Período   |
| -------------------- | ----------------------------------------------------------------- | ------------------- | --------- |
| Bandera de Argentina | Olimpia                                                           | Ninguno             | 1978-1980 |
| Bandera de Alemania  |                                                                   | Previsión del Hogar | 1981-1996 |
| Bandera de Alemania  | Caja de Crédito Charcas                                           |                     | 1981-1996 |
| Bandera de Alemania  | Frigorífico Rioplatense                                           |                     | 1981-1996 |
| Bandera de Alemania  | Suixtil                                                           |                     | 1981-1996 |
| Bandera de Alemania  | Unión Comercial Seguros                                           |                     | 1981-1996 |
| Bandera de Alemania  | Bayer                                                             |                     | 1981-1996 |
| Bandera de Alemania  | Banco Provincia                                                   |                     | 1981-1996 |
| Bandera de Brasil    |                                                                   | Banco Provincia     | 1996-1997 |
| Bandera de Brasil    | Cable Río                                                         |                     | 1996-1997 |
| Bandera de Francia   |                                                                   | Banco Provincia     | 1997-2002 |
| Bandera de Francia   | Cámara de Estacioneros Blancos y Afines de la República Argentina |                     | 1997-2002 |
| Bandera de Francia   | Bianchi Deportes                                                  |                     | 1997-2002 |
| Bandera de Francia   | Cablevisión                                                       |                     | 1997-2002 |
| Bandera de Argentina | EZ                                                                | Banco Provincia     | 2002-2003 |
| Bandera de Brasil    |                                                                   | Casino Trilenium    | 2003-2008 |
| Bandera de Italia    |                                                                   |                     | 2008-2010 |
| Bandera de Italia    |                                                                   | 2010-2017           |           |
| Bandera de España    |                                                                   | 2017-2021           |           |
| Bandera de Italia    |                                                                   | 2021-Presente       |           |

## Infraestructura

### Estadio de Rincón de Milberg
El 1 de septiembre de 1913, José Dellagiovanna arrendó por seis años un terreno perteneciente a Elisa Milberg de González ubicado en la calle Rocha a orillas del Río Reconquista. El contrato tenía como requisito ser firmado a nombre de una persona y no de una institución. Para llegar a la nueva cancha había que cruzar todo el pueblo. Pasando el puente Juan Milberg las calles eran todas de tierra. Dellagiovanna y Barrabás, un fiel colaborador, se encargaron de acondicionar y rellenar un terreno muy irregular en el que abundaba la vegetación. Llegar a la cancha era todo un desafío. Desde la estación Tigre del FCCA había que caminar 1200 metros por calles de asfalto, cruzar dos puentes y rezar que las lluvias y la subida del río no dificulte el trayecto final que era completamente de tierra. 

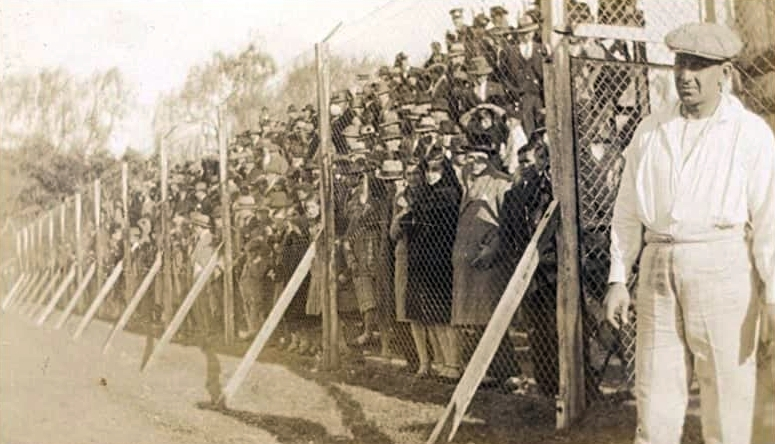
Simpatizantes de Tigre en el Estadio de Rincón de Milberg, año 1932.

Muchos la pasaron mal en Rincón de Milberg. La cancha estaba alejada y era catalogada como peligrosa. El hecho más grave fue la agresión al árbitro Calixto Gardi del 11 de octubre de 1914 que provocaría la expulsión (y simultánea renuncia) de Tigre de la Federación Argentina de Football. La hinchada sería bautizada como Los Cascadores.
Entre abril y mayo de 1915 aparecieron curiosamente en el Diario Crítica, en su habitual tono risueño, reiteradas menciones a un supuesto lechero vasco que se había ahogado en la cancha de Tigre. Eran otros tiempos: ese hecho, confuso y jamás comprobado, se instaló rápidamente.
Si había algo que la hacía única era su característica cortina de sauces. El estadio tenía el sello distintivo del hermoso barrio tigrense, ícono turístico de la época. El reconocido periodista Ricardo Borocotó Rodríguez lo describía así en un artículo para la revista El Gráfico en 1930: 

"Tenía su leyenda la cancha de Tigre, la llamaban “la del Lechero Ahogado”. Decíamos tenía porque la cancha es ya otra. Volvimos el domingo y la encontramos ofreciendo un aspecto tan cercano a la poesía como le es posible al fútbol andar cerca de las musas. Rodeada de sauces, suavemente sombreada, cómoda, con las gradas nuevas, categorizada con automóviles... y la casilla, de innegable ubicación isleña, sostenida en alto por los postes defensores de inundaciones, así como un comedor de cualquier recreo en el mismo Tigre. Grato, pintoresco y cordial..." 

### Estadio José Dellagiovanna
Ante la creciente popularidad del club, y debido a las dificultades de acceso al estadio y la renuencia de los clubes capitalinos a visitar el Estadio de Rincón de Milberg, la comisión directiva decide adquirir dos predios en Victoria, mucho más accesibles y seguros, y comienza a construirse el nuevo estadio. De los predios originalmente adquiridos, se vendieron parte de las tierras para financiar los pagos, ocupando solo 20.000 m² de los 34.543 originales. Otro tanto se donó al municipio de San Fernando para la construcción de calles. Los terrenos frente a la avenida se obtuvieron con la posibilidad cierta de ampliar la cantidad de simpatizantes. Muchas luchas internas se generaron por esta determinación. Antiguos socios, que no entendieron en su momento la perspectiva que este cambio ofrecía al club, desertaron, rompiendo definitivamente su vínculo con la institución. 
29 de diciembre de 1935: Se coloca la piedra fundamental donde se levantaría el actual estadio. El presidente de ese momento fue León Bourdieu.

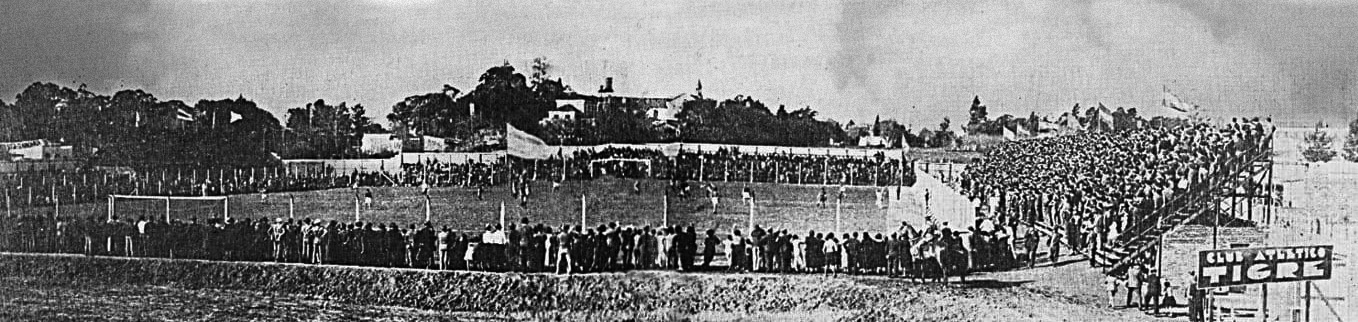
Tigre y Boca Juniors inaugurando el estadio en Victoria.

20 de septiembre de 1936: Se inauguran las instalaciones, librándose en la ocasión un partido amistoso con Boca Juniors. Es el 27 de septiembre, cuando se juega el primer encuentro oficial por el campeonato de Primera División organizado por la AFA, enfrentando a Independiente, con quien Tigre cayó derrotado por 1-0. El 6 de diciembre se produce el primer triunfo de Tigre en Victoria, venciendo a Ferro Carril Oeste por 2-0.
1940: Se construyen dos tramos de tribunas detrás del arco que da a la Avenida Presidente Perón, luego vendidas a Riestra, y en 1942 se completa la tribuna lateral de madera.
1947: Se reemplazó la vieja tribuna visitante que procedía de la cancha del club San Fernando, por una similar de mayor capacidad. Recién en agosto de 1948 se comenzó a gestar la idea de un estadio de cemento.
1954: Bajo la presidencia de Mario Piotti, comienza a tomar forma la idea de un estadio de cemento, con la construcción de una nueva cabecera popular. Concluida esta, se inician los trabajos para la levantar la platea techada, que reemplazó la última tribuna de madera que se mantenía vigente de la cancha del Lechero Ahogado, que fue vendida a Almagro. La obra la realizó la firma Benito Medici.
5 de junio de 1955: Se inaugura la nueva cabecera, en un partido frente a Lanús, por la sexta fecha del torneo de Primera División.
Las obras completas se inauguran oficialmente el 15 de abril de 1956, con la platea techada habilitada, en un partido contra Racing Club. En realidad, la platea ya había sido inaugurada el 4 de diciembre de 1955 ante Boca Juniors, cuando Tigre venció 3 a 0, pero aún estaba sin las actuales butacas de madera.
3 de agosto de 1982: Con motivo del 80 aniversario del club, se inaugura la tribuna baja José Noáin, en homenaje al fallecido utilero del club desde 1927 y por más de 60 años.
1983: Se reemplazan las viejas torres del costado del campo de juego, y se instala una nueva iluminación instalando con 4 torres de 25 metros de altura en cada esquina.
2001: Se comienza a construir en cemento la vieja tribuna lateral de madera. La obra se realizó en dos etapas distintas, inaugurándose de forma completa en 2001, en un partido vs San Martín de Mendoza, que luego fuera suspendido. La obra la realizó la empresa Astori Construcciones.
2006: Con motivo de cumplirse el 70 aniversario del estadio, se emprendió la realización de la última tribuna de cemento que faltaba. En menos de 3 meses se construyó la cabecera visitante, inaugurada el 3 de septiembre. La vieja tribuna de madera fue vendida al Gnomos Rugby Club de Mar de Ajó.
2007: Luego del ascenso a Primera División obtenido el 25 de junio, comenzó la mejora y modernización de distintos sectores para adecuarlos a los nuevos requerimientos tecnológicos, de comodidad y seguridad.
Se realizaron obras en los sectores de prensa, construyendo 20 nuevas cabinas reubicándolas en el sector frente a la platea, aumentando su capacidad y mejorando la visión del campo de juego.
También, se construyeron a nuevo los vestuarios, y se agregaron salas de precalentamiento, antidopaje y conferencia de prensa. La obra incluyó la modificación del acceso al campo de juego, construcción de nuevos baños en la tribuna visitante y de un buffet bajo la platea techada, a la que se le reemplazaron las butacas de madera por nuevas butacas plásticas. 
2011: Se inauguró la platea, donde se cambió el alambrado de la misma por blindex y se corrió el campo de juego hacia la cabecera popular. Se colocó también un LCD en el vestuario local, para poder ver videos y se pusieron separadores individuales para cada jugador. Tigre Solidario pintó murales y arregló la pared de la entrada por Avenida Presidente Perón. Por último, se cambiaron los bancos de suplentes.
2012: Se comenzaron a cambiar los accesos por la avenida, empezando a utilizar molinetes magnéticos.

## Hinchada, clásicos y rivales

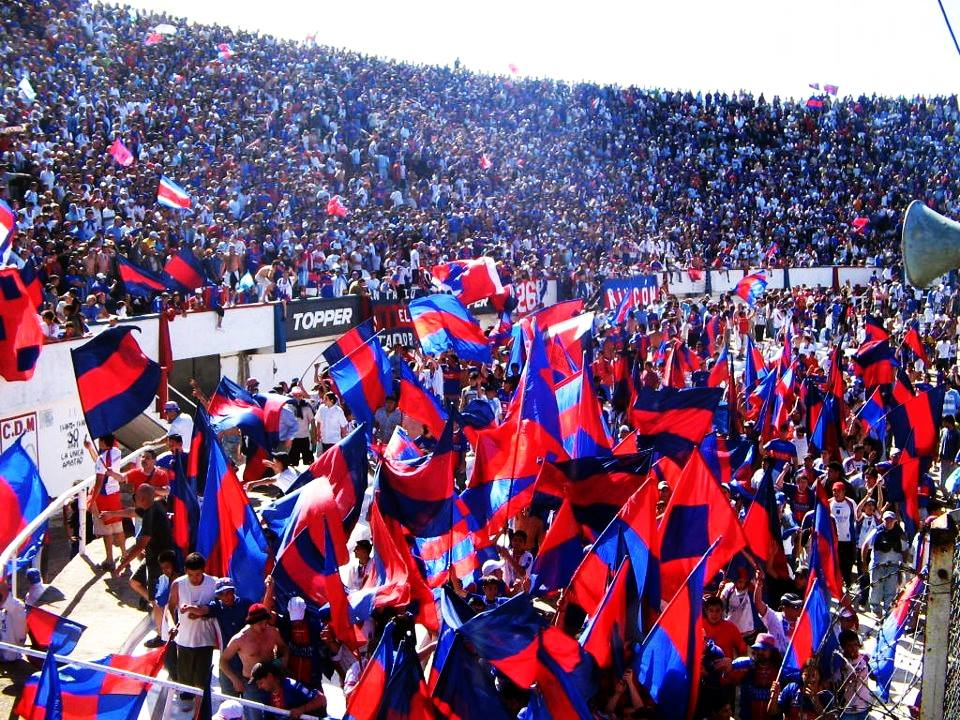
Hinchada del Club Atlético Tigre en 2006.

Como en la mayoría de los clubes del fútbol argentino, Tigre cuenta en su hinchada con la presencia de una barra brava, a la que se conoce popularmente con el nombre «La Barra del Matador».
Es el club más popular de la zona norte del conurbano bonaerense, en donde se encuentran la mayoría de sus hinchas.

### Peñas y clubes homónimos
El club cuenta con numerosas peñas ubicadas en varios partidos y localidades de la provincia de Buenos Aires, como Vicente López, Escobar, Tigre, Pilar, San Fernando, San Isidro, José C. Paz, Boulogne, Villa Adelina, Virreyes, Ingeniero Maschwitz, Don Torcuato, General Pacheco, Benavídez, Victoria y Garín. Asimismo, posee peñas en las ciudades de Buenos Aires, Mar del Plata, Tres Arroyos, en provincias como Mendoza, Santa Fe, Córdoba, Entre Ríos, y en el exterior, como Montevideo, Barcelona y Miami. Además, cuenta también con clubes homónimos y fundados en su honor en las provincias de Salta, Misiones, Río Negro, La Rioja, Santiago del Estero, Entre Ríos, San Juan, Tierra del Fuego y en el exterior, como Uruguay, España, Perú y República Dominicana.

### Apodos
Azules del Norte: Fue el primer apodo con el que se conoció a Tigre, debido al color de sus primeras camisetas (predominaba el azul Francia), y de resultar el club ubicado más al norte para los equipos de la Capital Federal.
Los Cascadores: Se comenzó a conocer así a los hinchas de Tigre luego de un partido ante Independiente en 1914, en la que se produjo una invasión de campo al término del primer tiempo, con golpiza incluida al árbitro, y más adelante por una famosa emboscada a sus pares de Platense en 1916.
La Barra del Canal: El origen se remonta a la década de 1920, dado que para llegar a la primera cancha de Tigre, se debía cruzar el canal que dividía San Fernando de Tigre.
El Matador: El equipo realizó en 1955 un destacado campeonato en Primera División (finalizó sexto por detrás de cuatro de los cinco grandes y Lanús). La delantera de Tigre fue la más goleadora de la segunda rueda, lo que originó que, en una nota de la época escrita por el periodista Osvaldo Ardizzone para la revista El Gráfico, se nombrara por primera vez en el futbol argentino al conjunto de Victoria como  Matador .

### Clásico de la Zona Norte
Para un completo desarrollo véase Clásico de la Zona Norte.

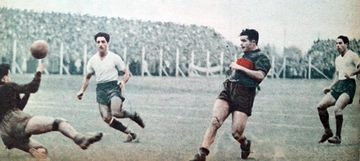
La rivalidad entre Tigre y Platense se remonta a mediados de los años 1910.

Disputa el clásico frente a Platense, de la ciudad de Vicente López, partido denominado Clásico de la Zona Norte. La rivalidad nace en la era amateur del fútbol argentino, cuando Platense aún no tenía su estadio en la Zona Norte del Gran Buenos Aires sino en el norte de la ciudad, más precisamente en Núñez. La misma se dio debido a incidentes entre hinchas de ambos equipos en un partido de 1916 en el Estadio de Rincón de Milberg (antiguo estadio de Tigre).
Con el pasar de los años, la rivalidad se acrecentó cuando en los años 1930 Tigre se muda a Victoria y más tarde, en 1979, Platense comienza a usar su estadio en su locación actual, haciendo que su caudal de hinchas creciera en una zona relativamente cercana a donde Tigre tiene a la mayoría de sus hinchas. El grueso de hinchas del Calamar se ubica en los barrios del norte de la ciudad de Buenos Aires, y dentro de la zona norte del área metropolitana, en el partido de Vicente López, mientras que la mayoría de los hinchas del Matador habita en los partidos de San Isidro, San Fernando y Tigre.

### Clásico Tigre-Chacarita
Para un completo desarrollo véase Clásico Tigre-Chacarita Juniors.
Si bien existía una convivencia pacífica entre sus aficiones, todo cambió en 1983. En un amistoso jugado en San Martín, un jugador del Matador fracturó a Rodríguez, ícono de Chacarita, se armó una pelea entre los propios jugadores, y los hinchas de ambos equipos no se quedaron afuera enfrentándose también.
Se intentó recomponer la relación entre las parcialidades y en una reunión realizada posteriormente el exceso de alcohol y las recriminaciones de los barras de Chacarita y Tigre hizo que terminara en otro fuerte enfrentamiento.
En diciembre de 1983 volvieron a enfrentarse en dos partidos definitorios por los cuartos de final del octogonal de Primera B. Si bien en Villa Maipú no se registraron incidentes las parcialidades se enviaron cánticos de amenazas. La revancha en Victoria no respetaron la tregua de no agresión y se generó una batalla entre ambas hinchadas en el entretiempo. Los hinchas comenzaron a arrojarse proyectiles y se enfrentaron dentro y fuera del estadio. El partido estuvo cerca de suspenderse, terminando casi tres horas después con triunfo de Chacarita por penales. Volvieron a acometerse mutuamente en las inmediaciones del estadio donde también hubo incidentes con la policía montada que intentaba detener los intercambios entre las aficiones. Así se distanciaron pasando de la afinidad al odio, dando lugar a una fuerte rivalidad que se acrecentó con el paso de las décadas y lo catapultó como uno de los clásicos del fútbol argentino más violentos.

### Rivalidades

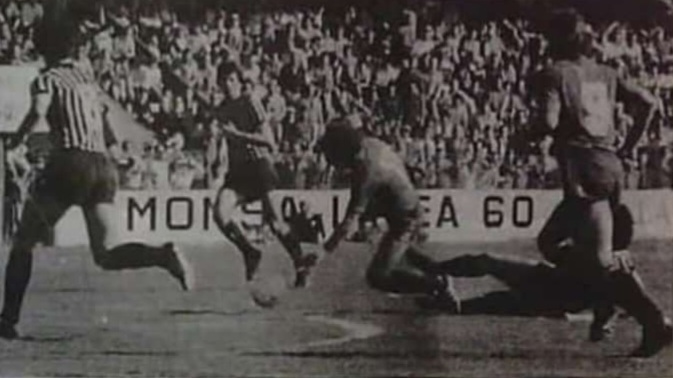
Tigre y Almirante sostienen una fuerte rivalidad desde comienzos de los 70. Volvieron a ser protagonistas en el
Campeonato de Primera B 1983 donde se registraron incidentes en ambos estadios. En la imagen de 1983, Tigre 2, Almirante 1, en Victoria a estadio completo.

También existe rivalidad con:
- Quilmes.[90][91][92]
- Nueva Chicago.[93][94]
- Almirante Brown.[95][96][97][98]

### Afinidades
Su gran amigo es Deportivo Morón, con el que mantiene una de las amistades más duraderas del fútbol argentino (desde 1975). Es común que en los partidos en que se enfrentan hinchas de ambas parcialidades usen la camiseta del otro club y compartan tribuna y cantos.
Además, Tigre cuenta con la amistad de Excursionistas, Güemes (SdE) y, en el plano internacional, de Independiente Medellín.

## Datos del club

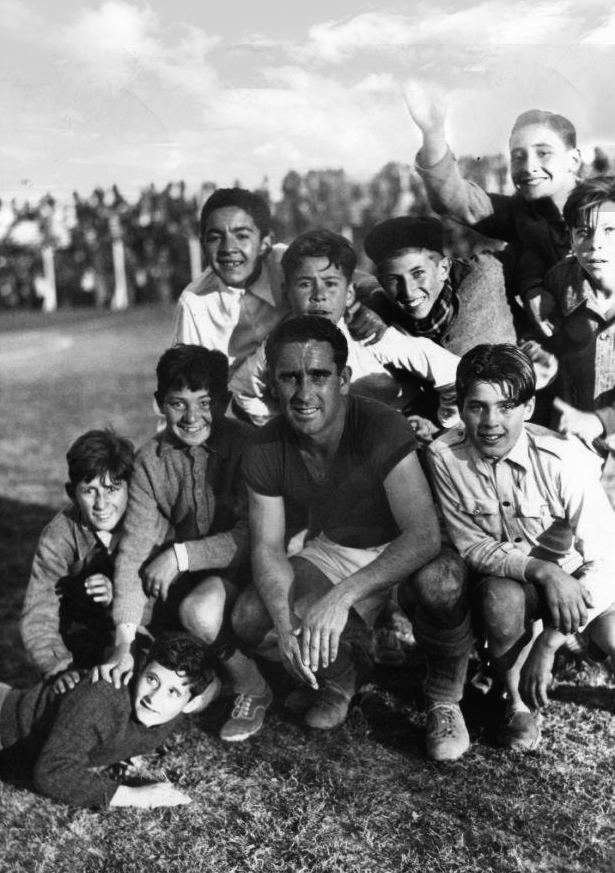
Juan Marvezy es el máximo goleador de la historia del club con 116 goles (101 de ellos en Primera División).

### Trayectoria
Temporadas totales en AFA: 116 (desde 1911).
- Temporadas en Primera División: 59 (1913-1930, 1931-1942, 1946-1950, 1954-1958, 1968, 1980, 2007/08-2018/19, 2022 - actualidad).
- Temporadas en Segunda División: 47
  - Temporadas en División Intermedia: 1 (1912).
  - Temporadas en Primera B: 32 (1943-1945, 1951-1953, 1959-1967, 1969-1970, 1972-1979, 1981-1986).
  - Temporadas en Primera B Nacional: 14 (1986/87-1990/91, 1995/96, 1998/99-2001/02, 2005/06-2006/07, 2019/20-2021).
- Temporadas en Tercera División: 10
  - Temporadas en Primera C: 1 (1971).
  - Temporadas en Primera B Metropolitana: 9 (1991/92-1994/95, 1996/97-1997/98, 2002/03-2004/05).
- Mejor puesto en torneos oficiales:
  - Mejor puesto en Primera División: Subcampeón (Apertura 2007, Apertura 2008 y Clausura 2012).
  - Mejor puesto en copas nacionales: Campeón (Copa de la Superliga 2019).
  - Mejor puesto en copas internacionales: Subcampeón (Copa Sudamericana 2012).
- Mayor goleada conseguida:
  - Mayor goleada en Primera División: 7-1 a Platense en 1929.
  - Mayor goleada en copas internacionales: 4-0 a Deportivo Quito en la Copa Sudamericana 2012.
- Mayor goleada recibida:
  - Mayor goleada en Primera División: 1-11 vs. Boca Juniors en 1942.
  - Mayor goleada en copas internacionales: 0-5 vs. Palmeiras en la Copa Libertadores 2020.
- Mejor racha de partidos invicto: 22 partidos (27 de noviembre de 2004 - 6 de agosto de 2005).
  - Mejor invicto como local: 40 partidos (1 de marzo de 1952 - 9 de mayo de 1954).
  - Mejor invicto como visitante: 20 partidos (14 de agosto de 2004 - 28 de abril de 2005).
  - Mejor invicto en Primera División: 11 partidos (27 de agosto de 2022 - 24 de octubre de 2022).
- Mayor cantidad de triunfos consecutivos: 7 victorias en 1922 y 1979.
- Más goles marcados en un año calendario: 128 goles convertidos en 1945.
- Máximo goleador en la historia: Juan Marvezy (116 goles).
  - Más goles en Primera División: Juan Marvezy (101 goles).
  - Más goles en una temporada en Primera División: Juan Haedo (30 goles en 33 partidos en 1928).
  - Más goles en un torneo corto en Primera División: Mateo Retegui (19 goles en 2022).
  - Más tripletes anotados en Primera División: Juan Marvezy (10 en total, entre 1937 y 1941).
- Más partidos en la historia: Martín Galmarini (393 partidos).
  - Más partidos disputados en Primera División: Adolfo Heisinger (346 presencias).
  - Más partidos disputados a nivel internacional: Martín Galmarini (23 presencias).
- Más temporadas disputadas en la historia: Juan Blengio (18 temporadas).
  - Más temporadas disputadas en Primera División: Adolfo Heisinger (16 temporadas consecutivas).
- Más joven en debutar en el club: Dario Conca (16 años, 4 meses y 14 días).
- Transferencia más cara: Mateo Retegui al Genoa de Italia (por 15 millones de dólares brutos).
- Mejor jugador de todos los tiempos: Bernabé Ferreyra (considerado por muchos el mejor jugador del mundo de los años 1930).

- Participaciones en copas internacionales:
  - Ediciones disputadas de la Copa Libertadores: 2 (2013, 2020).
  - Ediciones disputadas de la Copa Sudamericana: 4 (2009, 2012, 2015, 2023).

| Copa Sudamericana | 2012 | Subcampeón       |
| Copa Libertadores | 2013 | Octavos de final |

- Participaciones en copas nacionales:

| Copa Competencia            | 1932 | Cuartos de final |
| Copa de Honor               | 1933 | Finalista        |
| Copa Provincia BA           | 1955 | Semifinalista    |
| Copa Suecia                 | 1958 | Séptimo          |
| Copa Argentina              | 2012 | Cuartos de final |
| Copa de la Superliga        | 2019 | Campeón          |
| Trofeo de Campeones         | 2019 | Subcampeón       |
| Copa de la Liga Profesional | 2022 | Subcampeón       |

- Línea de tiempo:

## Hechos destacados

### Récords y eventos relevantes
- Es el noveno club más longevo del país.[103]

- Es uno de los dieciocho clubes que en 1931, formaron parte del primer campeonato que dio inicio a la era profesional del fútbol argentino.

- Es el vigésimo equipo con más puntos obtenidos en la historia de la Primera División de Argentina.

- Es el vigésimo equipo con más temporadas disputadas en la máxima categoría.

- Primer equipo argentino que en 1913, disputó un partido internacional organizado por la Federación Argentina de Football, contra Central Montevideo de Uruguay.[104]

- Tigre cedió a Adolfo Heisinger a la Selección de fútbol de Argentina en 1916, para que participara en la Copa América, siendo esta la primera edición en la historia de la competición sudamericana.[105]

- Adolfo Heisinger es el segundo jugador más joven en disputar un partido oficial con la Selección Argentina. El futbolista de Tigre debutó en la Copa América 1916 con 18 años, 1 mes y 6 días. Lo superó Franco Mastantuono, en 2025, debutando con 17 años, 9 meses y 22 días por Elimimatorias Sudamericanas.

- Tigre le vendió a River Plate a principios de 1932, la totalidad del pase de Bernabé Ferreyra, en lo que fue hasta ese momento el pase más caro de un jugador en toda la historia del fútbol. Se mantuvo como transferencia récord por diecisiete años.[106]

- Juan Marvezy fue campeón y máximo goleador de la Copa América 1941 siendo jugador de Tigre.[107]

- Por disputarse la Copa América 1942, Tigre es junto a River Plate, el club que más jugadores aportó a la Selección Argentina.[108]

- Es el campeón con más goles a favor en la historia del fútbol argentino. Marcó 128 goles en 40 partidos, en 1945 (3.20 de promedio).[109]

- Fernando Gianserra fue convocado y formó parte del equipo titular nacional que, el 7 de julio de 1957, enfrentó a Pelé en el mítico Maracaná, en el día de su debut con la Selección de fútbol de Brasil.[110]

- Newells Old Boys en 1992 y Tigre en 2010, son los únicos dos equipos que les hicieron cinco goles en un tiempo solo a River Plate, en el Estadio Antonio Vespucio Liberti.[111]

- Entre enero y febrero de 2013, Tigre llegó a alcanzar el 38° puesto en el ranking mundial de clubes de la IFFHS, por encima de poderosos como Milan, Manchester City, Arsenal, Porto y Ajax.[112]

- En 2020 se convirtió en el primer equipo argentino que disputó la Copa Libertadores de América estando en Segunda División.[113]

### Curiosidades
- FC Barcelona y Tigre comparten origen en los colores, basados en el cantón suizo de Tesino.

- Millonarios de Bogotá adoptó en 1939, por primera vez en la historia del club, el emblemático uniforme azul. Este vestuario está inspirado en el que utilizaba el primer equipo de Tigre en aquella época.

- Fernando Rubio le convirtió un gol descalzo a Boca Juniors durante un encuentro en 1946.[114]

### Exitosa gira internacional por América

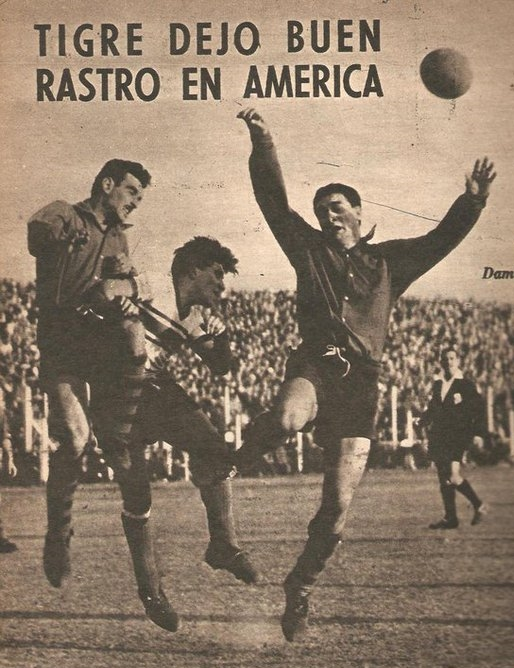
Tigre realiza una extraordinaria y mítica gira por América del Sur y Caribe.

La excelente campaña realizada en el Campeonato de Primera División de 1955 (finalizó sexto detrás de cuatro de los cinco grandes y Lanús), despertó el interés de los promotores de giras al exterior. De los numerosos ofrecimientos, la Comisión Directiva optó por enfrentar a equipos y selecciones de América del Sur y Caribe. Esta gira -una de las más exitosas realizadas por algún equipo argentino en el extranjero- se desarrolló de enero a marzo de 1956 e incluía quince partidos con opción a cinco más. Tras el resonante éxito deportivo y económico, se decidió hacer uso de los cinco partidos opcionales más otros cinco adicionales. En el equipo formaban grandes jugadores, como el arquero Miguel Rugilo, Héctor de Bourgoing y Tucho Méndez (dejó la gira tras el partido ante Independiente Santa Fe ya que había sido convocado para jugar el Panamericano de México con la Selección Argentina). Merced a esta gira, Tigre fue tapa de muchos diarios de los países a los cuales visitó.
Estadísticas de la gira:
25 partidos, 7 países (Perú, Ecuador, Colombia, Antillas Holandesas (Curazao y Aruba), Haití y Jamaica). 16 ganados, 6 empatados y 3 perdidos. 81 goles a favor y 37 goles en contra. Efectividad 76%.
Goleador: Luis Cesáreo, 22 goles. 
Resultados:
| - Tigre 3-1 Deportivo Municipal (Lima). - Tigre 1-3 Barcelona (Guayaquil). - Tigre 4-2 Emelec (Guayaquil). - Tigre 2-1 Barcelona (Guayaquil). - Tigre 2-2 Atahualpa (Quito). - Tigre 2-2 Atlético Nacional (Medellín). - Tigre 4-1 Deportes Tolima (Ibagué). - Tigre 2-2 Huracán (Willemstad). - Tigre 3-4 Selección de Curazao (Willemstad). - Tigre 4-2 Selección de Haití (Puerto Príncipe) - Tigre 2-1 Selección de Haití (Puerto Príncipe). - Tigre 8-1 Selección de Haití (Puerto Príncipe) | - Tigre 5-1 Selección de Jamaica (Kingston). - Tigre 6-1 Selección de Jamaica (Kingston). - Tigre 7-1 Selección de Jamaica (Kingston). - Tigre 3-3 Selección de Aruba (Oranjedtad). - Tigre 1-1 SUBT (Willemstad). - Tigre 2-0 Selección de Curazao (Willemstad). - Tigre 2-1 Independiente Santa Fe (Bogotá). - Tigre 2-4 América de Cali (Cali). - Tigre 5-0 Boca Juniors de Cali (Cali). - Tigre 6-0 Selección de Cali (Cali). - Tigre 1-1 Atlético Nacional (Medellín). - Tigre 2-1 América de Cali (Cali). - Tigre 2-1 Selección de Medellín (Medellín). |

## Organigrama

### Transferencias 2025

#### Altas
| Jugador             | Posición      | Procedencia            | Tipo                                                    |
| ------------------- | ------------- | ---------------------- | ------------------------------------------------------- |
| Alan Barrionuevo    | Defensor      | Almirante Brown        | Se adquirió el 80% de su pase.                          |
| Joaquín Laso        | Defensor      | Independiente          | Llegó en condición de libre y firmó por dos temporadas. |
| Diego Sosa          | Defensor      | Peñarol                | Retornó de su préstamo.                                 |
| Federico Tévez      | Defensor      | Quilmes                | Compra del 50% de sus derechos económicos.              |
| Lucas Besozzi       | Mediocampista | Lanús                  | Préstamo por un año, sin cargo y con opción de compra.  |
| Elías Cabrera       | Mediocampista | Vélez Sarsfield        | Préstamo por un año, sin cargo y con opción de compra.  |
| Héctor Fértoli      | Mediocampista | Racing Club            | Préstamo por un año, sin cargo y con opción de compra.  |
| Julián López        | Mediocampista | Defensa y Justicia     | Préstamo por un año, sin cargo y sin opción de compra.  |
| Ignacio Neira       | Mediocampista | Rentistas              | Préstamo por un año, sin cargo y sin opción de compra.  |
| Gonzalo Piñeiro     | Mediocampista | Estudiantes (La Plata) | Préstamo por un año, sin cargo y con opción de compra.  |
| Jabes Saralegui     | Mediocampista | Boca Juniors           | Préstamo por un año, sin cargo y con opción de compra.  |
| Maximiliano Zalazar | Mediocampista | Boca Juniors           | Préstamo por un año, sin cargo y sin opción de compra.  |
| Alfio Oviedo        | Delantero     | Bolivar                | Llegó libre y firmó por una temporada.                  |
| David Romero        | Delantero     | Talleres (Córdoba)     | Préstamo por un año, sin cargo y con opción de compra.  |
| Ignacio Russo       | Delantero     | Rosario Central        | Préstamo por un año, sin cargo y con opción de compra.  |

#### Bajas
| Jugador          | Posición      | Destino                 | Tipo                                                       |
| ---------------- | ------------- | ----------------------- | ---------------------------------------------------------- |
| Agustín Solari   | Arquero       | Sin club.               | Libre.                                                     |
| Tomás Cavanagh   | Defensor      | Vélez Sarsfield         | Fin de cesión.                                             |
| Pablo Minissale  | Defensor      | Argentinos Juniors      | Fin de cesión.                                             |
| Gian Nardelli    | Defensor      | Vinotinto FC            | Libre.                                                     |
| Agustín Cardozo  | Mediocampista | Lanús                   | Libre.                                                     |
| Matías Espíndola | Mediocampista | Maldonado               | Rescisión de contrato (Tigre conserva el 10% de su ficha). |
| Tomás Galván     | Mediocampista | River Plate             | Fin de cesión.                                             |
| Gonzalo Maroni   | Mediocampista | Boca Juniors            | Fin de cesión.                                             |
| Leonel Miranda   | Mediocampista | Banfield                | Rescisión de contrato.                                     |
| Nicolás Contín   | Delantero     | Gimnasia y Tiro (Salta) | Libre.                                                     |
| Facundo Ferreyra | Delantero     | Sin club.               | Libre.                                                     |
| Gonzalo Flores   | Delantero     | Almirante Brown         | Rescisión de contrato.                                     |
| Florián Monzón   | Delantero     | Vélez Sarsfield         | Repesca de cesión.                                         |
| Dayro Peña       | Delantero     | Sin club.               | Libre.                                                     |

#### Cesiones
| Jugador            | Posición      | Destino                         | Tipo                                     |
| ------------------ | ------------- | ------------------------------- | ---------------------------------------- |
| Tomás Fernández    | Defensor      | Almirante Brown                 | Cesión sin cargo y sin opción de compra. |
| Tomás Lecanda      | Defensor      | San Martín (San Juan)           | Cesión sin cargo y sin opción de compra. |
| Brian Leizza       | Defensor      | Los Andes                       | Cesión sin cargo y sin opción de compra. |
| Ezequiel Forclaz   | Mediocampista | Liverpool                       | Cesión sin cargo y con opción de compra. |
| Sebastián Sánchez  | Mediocampista | Defensores Unidos               | Cesión sin cargo y sin opción de compra. |
| Juan Cruz Esquivel | Delantero     | San Martín de Tucumán           | Cesión sin cargo y con opción de compra. |
| Camilo Viganoni    | Delantero     | Talleres (Remedios de Escalada) | Cesión sin cargo y sin opción de compra. |

## Futbolistas

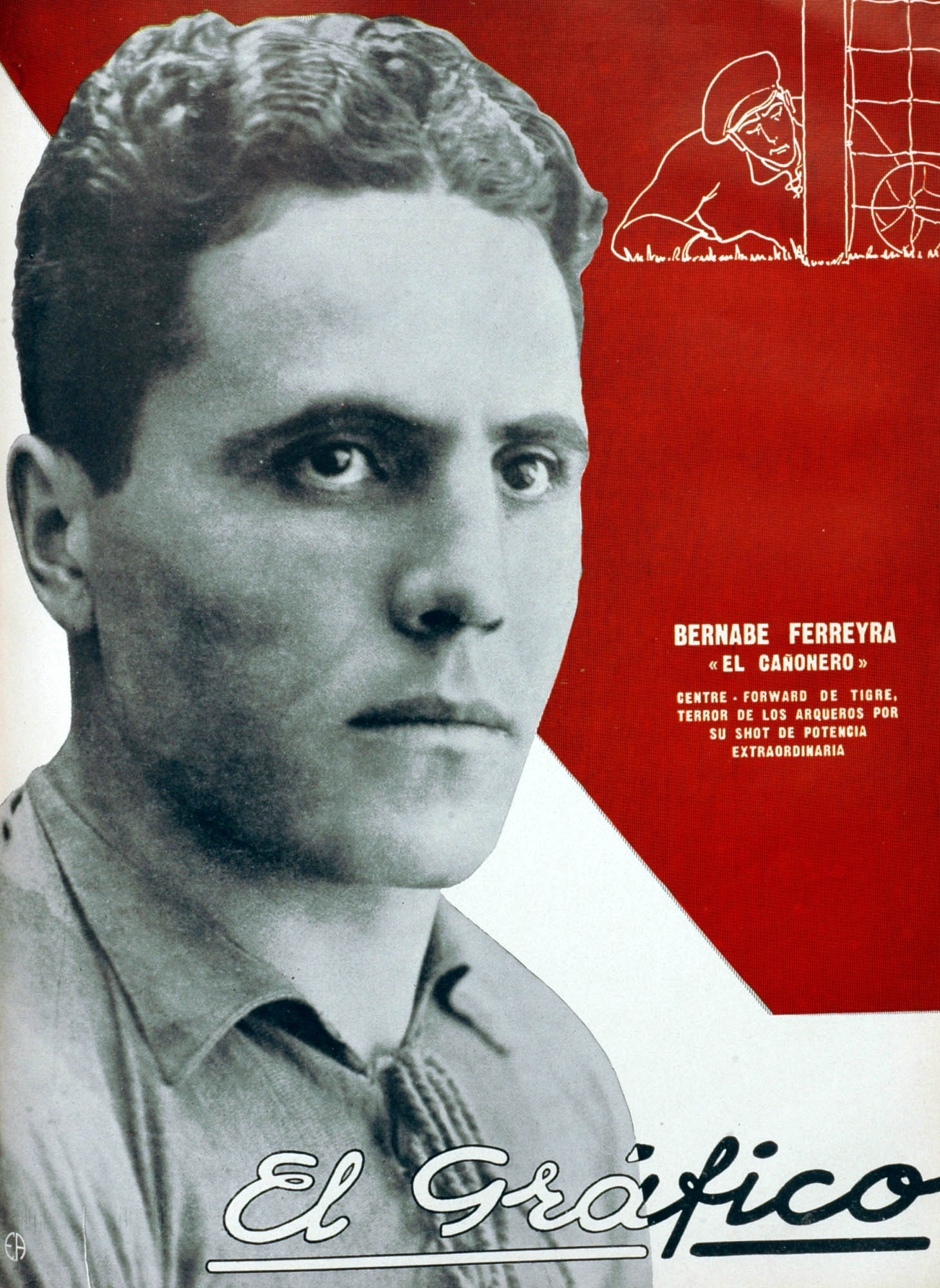
9 de enero de 1932: Bernabé Ferreyra en la portada de la prestigiosa revista El Gráfico, cuando jugaba en Tigre.

Notables jugadores del fútbol argentino han jugado en Tigre en diferentes épocas, como ser:
Bernabé Ferreyra: mejor promedio de gol en la Primera División de Argentina, duodécimo a nivel mundial y considerado por muchos el mejor jugador del mundo de la década de 1930.
Juan Marvezy: disputó la Copa América 1941 que coronó a la Selección de fútbol de Argentina campeón y al delantero de Tigre como goleador del torneo. En 1941 se convirtió en el primer futbolista -Charro Moreno en 1942 y Lionel Messi en 2022, igualaron luego el récord- que más goles anotó en un partido con el combinado nacional.
Roque Olsen: formó junto a Alfredo Di Stéfano una de las duplas más productivas de la historia del Real Madrid.
Tucho Méndez: tricampeón de la Copa América y máximo goleador histórico de dicho certamen internacional.
Otros jugadores destacados son: Adolfo Heisinger, Alfredo Martín, César Giulidori, Manuel Dañil, Adolfo Zumelzú, Pablo Bartolucci, Alberto Cuello, Constantino Sosa, Pedro Areso, José Zorzenón, Luis Cesáreo, Teófilo Juárez, Jaime Sarlanga, Omar García, Antonio Báez, Aníbal Troncoso, Oscar Basso, José Pérez, Higinio García, Mario Tossoni, Raimundo Sandoval, Eusebio Videla, Rafael Arcos, Luis Carniglia, Miguel Ángel Rugilo, Cándido González, José García, Fernando Gianserra, Enrique Brunetti, Jorge Hidalgo, Llamil Simes, Ernesto Cucchiaroni, Fernando Rubio, Héctor de Bourgoing, Carlos Lacasia, Luis Cardoso, Juan Vairo, Osvaldo Toriani, Nelson Pacheco, Raúl de La Cruz Chaparro, Sergio García, Enrique Wolff, Héctor Ártico, Walter Fiori, Norberto Ortega Sánchez, Luis Islas, Oscar Monje, Román Martínez, Leandro Lázzaro, Carlos Luna, Matías Pérez García, Rubén Botta, Martín Morel, Sebastian Prediger, Cristian Campestrini, Daniel Islas, Ezequiel Maggiolo, Rodolfo Arruabarrena, Diego Castaño, Dario Conca, Diego Morales, Lucas Pratto, Lucas Orbán, Lucas Barrios, Alejandro Donatti, Javier García, Walter Montillo, Mateo Retegui, entre otros. También contó en sus filas con grandísimos exjugadores como René Pontoni, Mario Boyé, Federico Sacchi, Ricardo Villa y Néstor Rául Rossi, como directores técnicos.

### El fenómeno Bernabé
La fama de uno de los mayores goleadores argentinos de todos los tiempos, Bernabé Ferreyra, comenzó en el club, donde jugó tres temporadas para luego, en 1932, ser transferido a River Plate, en una cifra que se mantuvo como la más cara del mundo hasta finales de la década de 1940, lo que originó el apodo Millonario que hasta hoy lleva el club de Núñez. La venta realizada en 35 mil pesos (23 mil libras esterlinas) marcó un récord mundial que se rompió recién en 1949, cuando Derby County compró a Johnny Morris de Manchester United por 24 mil libras esterlinas. Ningún pase fue récord por tanto tiempo (17 años consecutivos).
Es el único jugador argentino que ostenta más goles que partidos disputados. Fue un fenómeno social de tal magnitud, que el precio de las entradas variaban según jugase Bernabé o no.

### Selección nacional
Desde el debut de José Santoro en 1913 (ante Uruguay, en Montevideo), hasta la convocatoria de Federico Gomes Gerth en 2021 (por las Eliminatorias Sudamericanas para Catar 2022), el club contribuyó a la Selección de fútbol de Argentina con más de veinte futbolistas mientras pertenecían a su plantel. A su vez, son más de setenta los jugadores que pasaron por Tigre en algún momento de su carrera, y que vistieron la camiseta Albiceleste.
Federico Gomes Gerth, surgido de las inferiores del club, fue el único jugador convocado en calidad de sparring por Lionel Scaloni para el Mundial de Catar 2022, torneo que consagró al seleccionado nacional campeón mundial tras 36 años.

#### Jugadores aportados a la Copa América
Con jugadores de Tigre en su plantel, el combinado nacional obtuvo la Copa América en 1929, 1941, 1955 y 1957.
| Jugador             | Competición       | Sede      | Resultado  |
| ------------------- | ----------------- | --------- | ---------- |
| Adolfo Heisinger    | Copa América 1916 | Argentina | Subcampeón |
| Alfredo Martín      | Copa América 1917 | Uruguay   | Subcampeón |
| Alberto Cuello      | Copa América 1929 | Argentina | Campeón    |
| Juan Marvezy        | Copa América 1941 | Chile     | Campeón    |
| Eusebio Videla      | Copa América 1941 | Chile     | Campeón    |
| Eusebio Videla      | Copa América 1942 | Uruguay   | Subcampeón |
| Mario Tossoni       | Copa América 1942 | Uruguay   | Subcampeón |
| Raimundo Sandoval   | Copa América 1942 | Uruguay   | Subcampeón |
| Ernesto Cucchiaroni | Copa América 1955 | Chile     | Campeón    |
| Héctor de Bourgoing | Copa América 1957 | Perú      | Campeón    |

#### Jugadores aportados a otras competencias oficiales
| Jugador              | Competición                      | Sede           | Resultado               |
| -------------------- | -------------------------------- | -------------- | ----------------------- |
| Norberto Méndez      | Panamericano de Fútbol 1956      | México         | Subcampeón              |
| Fernando Gianserra   | Eliminatorias Sudamericanas 1958 | Suecia         | Clasificó al Mundial    |
| Néstor Ayala         | Eliminatorias Sudamericanas 2010 | Sudáfrica      | Clasificó al Mundial    |
| Kevin Almosny        | Eliminatorias Concacaf 2014      | Brasil         | No clasificó al Mundial |
| Federico Gomes Gerth | Eliminatorias Sudamericanas 2022 | Catar          | Clasificó al Mundial    |
| Mateo Retegui        | Eliminatorias Eurocopa 2023      | Alemania       | Clasificó a la Eurocopa |
| Mateo Retegui        | Nations League 2023              | Holanda        | Tercer lugar            |
| Santiago Rojas       | Eliminatorias Sudamericanas 2026 | Estados Unidos | En disputa              |
| Robert Rojas         | Eliminatorias Sudamericanas 2026 | Estados Unidos | En disputa              |
| Eric Ramírez         | Eliminatorias Sudamericanas 2026 | Estados Unidos | En disputa              |

#### Jugadores aportados a la Copa Mundial Sub-20
| Jugador              | Competición       | Sede      | Resultado        |
| -------------------- | ----------------- | --------- | ---------------- |
| Federico Gomes Gerth | Copa Mundial 2023 | Argentina | Octavos de final |

### Distinciones individuales
- Reconocimientos nacionales e internacionales.

| Jugador             | Distinción                                                         |
| ------------------- | ------------------------------------------------------------------ |
| Bernabé Ferreyra    | Jugador del año (1931).                                            |
| Juan Marvezy        | Máximo goleador de la Copa América 1941 con 5 goles.               |
| Daniel Islas        | Incluido en el equipo ideal del Apertura 2008.                     |
| Denis Stracqualursi | Máximo goleador de Primera División en 2010 con 11 goles.          |
| Carlos Luna         | Incluidos en el equipo ideal del Clausura 2012.                    |
| Román Martínez      | Incluidos en el equipo ideal del Clausura 2012.                    |
| Diego Morales       | Incluidos en el equipo ideal del Clausura 2012.                    |
| Carlos Luna         | Máximo goleador de Primera División en 2012 con 12 goles.          |
| Mariano Echeverría  | Incluidos en el equipo ideal de la Copa Sudamericana 2012.         |
| Rubén Botta         | Incluidos en el equipo ideal de la Copa Sudamericana 2012.         |
| Lucas Orban         | Incluido en el equipo ideal de la Copa Libertadores 2013.          |
| Walter Montillo     | Incluidos en el equipo ideal de la Superliga 2018-19.              |
| Federico González   | Incluidos en el equipo ideal de la Superliga 2018-19.              |
| Walter Montillo     | Máximo asistidor de Primera División en 2018-19 con 9 asistencias. |
| Walter Montillo     | Mejor jugador de la Copa de la Superliga 2019.                     |
| Mateo Retegui       | Máximo goleador de Primera División en 2022 con 19 goles.          |

## Estadísticas

### Máximos goleadores históricos
- Carlos Luna es el único jugador en la historia de Tigre que marcó goles en seis competiciones distintas: Primera División (79), Primera B (24), Nacional B (4), Copa Argentina (2), Copa de la Superliga (2) y Copa Sudamericana (1).

| Jugador         | Goles | Período                                    |
| --------------- | ----- | ------------------------------------------ |
| Juan Marvezy    | 116   | 1937-1941, 1943                            |
| Carlos Luna     | 112   | 2004-2005, 2008-2010, 2011-2012, 2014-2021 |
| Edgardo Paruzzo | 105   | 1980-1981, 1982-1989                       |

### Más goles en Primera División
- Juan Marvezy marcó sus 101 goles en 149 encuentros.

| Jugador      | Goles | Período                         |
| ------------ | ----- | ------------------------------- |
| Juan Marvezy | 101   | 1937-1941                       |
| Juan Haedo   | 84    | 1924-1925, 1926-1932            |
| Carlos Luna  | 79    | 2008-2010, 2011-2012, 2014-2019 |

### Mayores presencias en la historia
- Pese a que Martín Galmarini ya lo superó en presencias, Pedro Pellegata sigue siendo el jugador con más minutos en cancha en toda la historia de Tigre. Le lleva más de 2000 minutos de diferencia.

| Jugador          | Partidos | Período                         |
| ---------------- | -------- | ------------------------------- |
| Martín Galmarini | 393      | 2002-2008, 2010-2013, 2014-2022 |
| Pedro Pellegata  | 362      | 1969-1980                       |
| Adolfo Heisinger | 346      | 1914-1929                       |

### Más temporadas disputadas en la historia
- Adolfo Heisinger disputó consecutivamente las temporadas en Primera División.

| Jugador          | Temporadas | Período                         |
| ---------------- | ---------- | ------------------------------- |
| Juan Blengio     | 18         | 2000-2009, 2010-2012, 2014-2018 |
| Martín Galmarini | 18         | 2002-2008, 2010-2013, 2014-2022 |
| Adolfo Heisinger | 16         | 1914-1929                       |

### Jugadores que solo jugaron en Tigre
- En esta lista se muestran a los jugadores que permanecieron en Tigre desde sus inicios hasta su retiro, habiendo disputado al menos 200 partidos.

| Jugador          | Partidos | Período   |
| ---------------- | -------- | --------- |
| Pedro Pellegata  | 362      | 1969-1980 |
| Adolfo Heisinger | 346      | 1914-1929 |
| Adrián Arana     | 206      | 1992-2000 |

### Mayores traspasos
| Jugador          | Valor     | Destino    |
| ---------------- | --------- | ---------- |
| Mateo Retegui    | U$S 16,6M | Genoa      |
| Lorenzo Scipioni | U$S 4,3M  | Olympiakos |
| Claudio Spinelli | U$S 3,6M  | Genoa      |

### Extranjeros en el club
- Lista completa de jugadores extranjeros que actuaron en Tigre desde su fundación.

| Nacionalidad   | Número | Jugadores |
| -------------- | ------ | --- |
| Uruguay        | 52     | Mathías Abero, Gerardo Alcoba, Brahian Alemán, Héctor Alfaro, Oscar Alsina, Ramón Arias, Milton Borges Almada, Lázaro Bouza, Cristhian Britos, Nelson Brun, Pablo Cáceres, Gonzalo Choy, Darwin Dalmás, Eduardo del Capellán, Fabricio Domínguez, Pedro Eizaga, Diego Ferreira, Antonio Gómez, Nicolás Gómez, Ernesto Goñi, Diego Gurri, Gastón Guruceaga, Paulo Lima, Renzo López, Orlando Medina, Oscar Melgarejo, Luis Méndez, Maximiliano Montero, Ignacio Neira, Alejandro Orfila, Aníbal Ortega, Ítalo Ortiz, Hamilton Pereira, Pablo Pintos, Sebastián Píriz, Kevin Ramírez, Jonathan Ramis, Carlos Rezzano, Ismael Rivero, Andrés Rodales, Braian Rodríguez, Carlos Rodríguez, Jorge Rodríguez, Maximiliano Rodríguez, Ribair Rodríguez, Sebastián Rosano, Pedro Salazar, Nelson Silva Pacheco, Hugo Silveira, Sergio Umpiérrez, Mauro Urtasun, Diego Vera |
| Paraguay       | 18     | Pablo Adorno, Julio Aguilar, Blas Armoa, Néstor Ayala, Romeo Benítez, Miguel Cuellar, Eusebio Del Valle Fleitas, Héctor Larrea, Julio Manzur, José Miracca, José Montiel, Alfio Oviedo, Peralta Cabrera, Walter Rodríguez, Santiago Rojas, Robert Rojas, Federico Santander, Constantino Sosa |
| Brasil         | 8      | Francisco Adao, Pedro Adao, Antonio Batista, José Dacunto, Manho Munhoz, José Camargo Mouras, Marcos Silas, Reginaldo de Souza |
| Colombia       | 7      | Juan Angulo, Erik Correa, Flabián Londoño, Yulián Mejía, Jordan Mosquera, Dayro Peña, Sebastián Rincón |
| España         | 6      | Pedro Areso, Domingo Arrillaga, Fermín Lecea, Fernando Lires, José Macho, Fernando Redondo |
| Italia         | 6      | José Cafaro, Nicolino Di Cicco, Atilio Civitillo, Luis Grecco, Cayetano Numma, Eduardo Spandre |
| Chile          | 2      | Bello Meza, Nicolás Millán |
| Estados Unidos | 1      | Delvin Countess |
| Francia        | 1      | Antonio Farías |
| Grecia         | 1      | Maximiliano Kadijevic |
| Hungría        | 1      | Zoltan Papp |
| Japón          | 1      | Shinya Matsubara |
| Venezuela      | 1      | Eric Ramírez |

## Entrenadores
- Directores técnicos destacados a lo largo de la historia.

| Entrenador           | Período                                            | Partidos | Éxitos |
| -------------------- | -------------------------------------------------- | -------- | --- |
| Alfredo Diotalevi    | 1944-1945                                          | 81       | Ascenso a Primera División en 1945 Récord histórico al ser el campeón con más goles a favor en la historia del fútbol argentino (128 goles en 40 partidos)                    |
| Alfredo Obertello    | 1934-1935, 1937-1938, 1940-1941, 1943, 1949-1956   | 405      | Ascenso a Primera División en 1953 Base de la exitosa gira por América en 1956 Es el técnico con más partidos dirigidos en el club                                            |
| Antonio Villamor     | 1968, 1969-1970, 1975-1976, 1979, 1983, 1988, 1997 | 143      | Es el único en ascender a Primera División como jugador (1967) y entrenador (1979) Es el técnico con más etapas y el cuarto con más partidos                                  |
| Caruso Lombardi      | 2003-2006, 2010, 2017                              | 176      | Ascenso al Nacional B tras ganar ambos torneos cortos en 2004-05 Logró el récord de puntos obtenidos durante una temporada (93 sobre 120 posibles, con un 77,50% de eficacia) |
| Diego Cagna          | 2006-2009, 2013                                    | 130      | Ascenso a Primera División en 2007 Subcampeón Apertura 2007 Subcampeón Apertura 2008                                                                                          |
| Rodolfo Arruabarrena | 2011-2012                                          | 76       | Subcampeón Clausura 2012 |
| Néstor Gorosito      | 2012-2013, 2019-2020, 2024                         | 100      | Subcampeón Copa Sudamericana 2012 Primera clasificación a una Copa Libertadores en 2013 Campeón Copa de la Superliga 2019 Finalista Trofeo de Campeones 2019                  |
| Diego Martínez       | 2020-2023                                          | 110      | Ascenso a Primera División en 2021 Subcampeón Copa de la Liga Profesional 2022                                                                                                |

## Presidentes

### Primer presidente
- José Dellagiovanna, principal socio fundador y primer presidente del club. Desde 1902 hasta 1912.

### Últimos diez presidentes
- Pedro Rodríguez (1982-1987)
- Daniel Gutiérrez (1987-1996)
- Omar Picart, Félix Rubino y Mario Vaccaro (1996-Triunvirato de socios)
- Miguel Montero (1996-1998)
- Ángel Saura (1998-1999)
- Rodolfo Bianchi (1999-2005)
- Luis San Andrés (2005-2010)
- Rodrigo Molinos (2010-2016)
- Ezequiel Melaraña (2016-2023)
- Martín Suárez (actualidad)

## Palmarés

### Torneos nacionales
| Organizados por AFA                 | Organizados por AFA           | Organizados por AFA                 |
| Competición                         | Títulos                       | Subcampeonatos                      |
| ----------------------------------- | ----------------------------- | ----------------------------------- |
| Primera División de Argentina (0/3) |                               | 2007, 2008, 2012.                   |
| Copa de la Liga (1/1)               | 2019.                         | 2022.                               |
| Trofeo de Campeones (0/1)           |                               | 2018-19.                            |
| Segunda División de Argentina (5/6) | 1912, 1945, 1953, 1979, 2021. | 1944, 1952, 1960, 1967, 1976, 1983. |
| Tercera División de Argentina (1/2) | 2004-05.                      | 1971, 1993-94.                      |

- Finalista de la Copa Beccar Varela 1932 (disputó un triangular final para definir al campeón, en donde cayó ante Racing Club y Boca Juniors).

- Semifinalista del Trofeo de Campeones 2022.

### Torneos internacionales
| Organizados por CONMEBOL | Organizados por CONMEBOL | Organizados por CONMEBOL |
| Competición              | Títulos                  | Subcampeonatos           |
| ------------------------ | ------------------------ | ------------------------ |
| Copa Sudamericana (0/1)  |                          | 2012.                    |
|                          |                          |                          |

## Otras actividades
A lo largo de su historia, además del fútbol, la institución ha incursionado en numerosas disciplinas deportivas y actividades sociales, como ser básquet, boxeo, vóley, bochas, ciclismo, tener representación en atletismo, entre otros. En la actualidad posee las siguientes actividades: fútbol playa, fútbol femenino y futsal.

### Pionero del Fútbol Femenino en el país

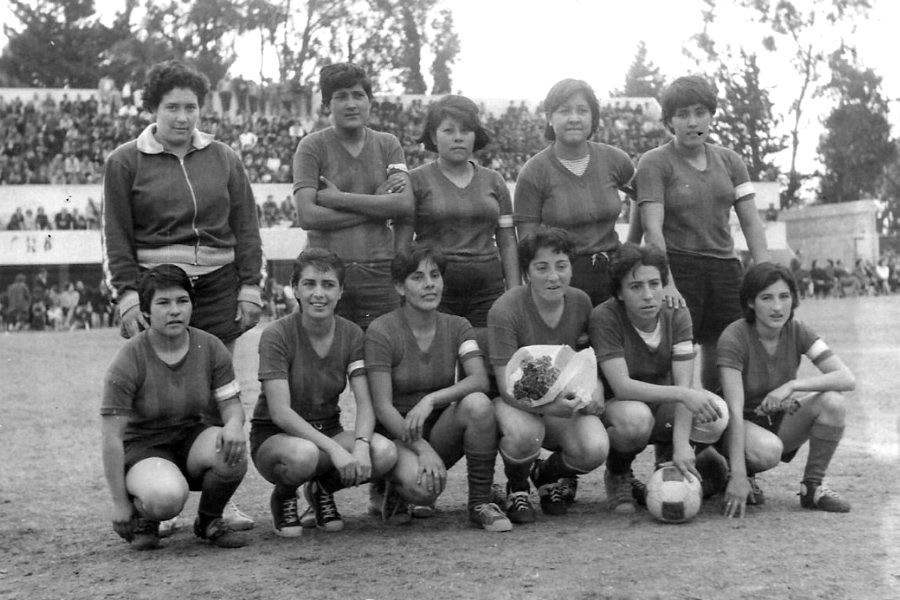
Tigre en cancha de Estudiantes de Río Cuarto en un amistoso del equipo femenino. 25 de mayo de 1965.

#### Historia
Tigre impulsó a principios de la década de 1960, mediante su directivo Alberto Ayciriex, el primer torneo de fútbol femenino del país, convirtiendo al club en pionero y precursor de dicha disciplina.
Entre sus futbolistas destacadas se encontraban Betty García, Blanca Brúccoli, Eva Lembessi, Zulma Gómez y Zunilda Troncoso, quienes integraron la Selección femenina de fútbol de Argentina que disputó la Copa Mundial Femenina de México 1971.

### Futsal

#### Historia
El 2 de diciembre de 1998, Tigre consiguió su primer título en la Primera División de Futsal al consagrarse campeón del Clausura tras vencer 4-3 a River Plate en el partido desempate. 
Matías Lucuix, actual entrenador de la Selección Argentina de Futsal (campeón como ayudante de Diego Giustozzi en el mundial de Colombia 2016 y finalista como técnico principal en Lituania 2021), considerado además como uno de los mejores futbolistas en la historia del país, se formó en las inferiores de Tigre. Jugó tanto en cancha de once como en futsal.

#### Palmarés
| Competición                         | Títulos (1)    | Subcampeonatos (1) |
| ----------------------------------- | -------------- | ------------------ |
| Primera División de Argentina (1/0) | Clausura 1998. |                    |
| Copa Benito Pujol Torres (0/1)      |                | 1998.              |

### Torneos de Reserva
| Competición                         | Títulos (3) | Subcampeonatos (2) |
| ----------------------------------- | ----------- | ------------------ |
| Copa de la Liga Profesional (0/1)   |             | 2023.              |
| Segunda División de Argentina (2/1) | 1943, 1979. | 1975.              |
| Tercera División de Argentina (1/0) | 1912.       |                    |
|                                     |             |                    |

### Torneos de Juveniles
| Competición   | Títulos (31)                                                                        | Subcampeonatos (19)                                                                |
| ------------- | ----------------------------------------------------------------------------------- | ---------------------------------------------------------------------------------- |
| Tercera (2/2) | 1938 (Especial), 1964 (Especial).                                                   | 1969 (Clasificación), 1997.                                                        |
| Cuarta (5/3)  | 1986, 2010 (Absoluto), 2016 (Integración), 2021 (TZA), 2021 (TPS).                  | 1933 (Absoluto), 1994, 2013 (Competencia).                                         |
| Quinta (8/3)  | 1933 (Absoluto), 1934, 1976, 1987, 1997, 1998 (Clausura), 1998 (Anual), 2021 (TZA). | 2015 (Integración), 2016 (Competencia), 2021 (TPS).                                |
| Sexta (5/5)   | 1959, 1984, 1985, 1986, 1998 (Clausura).                                            | 1998 (Apertura), 1998 (Anual), 2015 (Integración), 2016 (Integración), 2021 (TPS). |
| Séptima (5/3) | 1996, 1997, 1998 (Apertura), 1998 (Anual), 2016 (Integración).                      | 1998 (Clausura), 2015 (Integración), 2021 (TPS).                                   |
| Octava (2/2)  | 1977, 2013 (Competencia).                                                           | 2016 (Integración), 2021 (TPS).                                                    |
| Novena (4/1)  | 1965, 2019, 2021 (TPS), 2021 (TSS).                                                 | 2015 (Integración).                                                                |

TZA: Torneo Zona A.
TPS: Torneo Primer Semestre.
TSS: Torneo Segundo Semestre.

## Videojuegos
Tigre ha aparecido en distintos videojuegos y en varios de ellos con su respectiva licencia:

### Konami
- Pro Evolution Soccer 2013 (como parte de la Copa Libertadores)
- Pro Evolution Soccer 2014 (como parte de la liga Argentina, incorporada en el juego por primera vez)
- Pro Evolution Soccer 2015 (como parte de la liga Argentina)
- Pro Evolution Soccer 2016 (como parte de la liga Argentina)
- Pro Evolution Soccer 2017 (como parte de la liga Argentina)
- Pro Evolution Soccer 2018 (como parte de la liga Argentina)
- Pro Evolution Soccer 2019 (como parte de la liga Argentina)
- eFootball 2022-2023 (como parte de la liga Argentina)

### EA Sports
- FIFA 14 (como parte de la liga Argentina, incorporada en el juego por primera vez)
- FIFA 15 (como parte de la liga Argentina)
- FIFA 16 (como parte de la liga Argentina)
- FIFA 17 (como parte de la liga Argentina)
- FIFA 18 (como parte de la liga Argentina)
- FIFA 19 (como parte de la liga Argentina)
- FIFA 20 (como parte de la Copa Libertadores)
- FIFA 23 (como parte de la liga Argentina)